# Re:從零開始的異世界生活角色列表

《Re:從零開始的異世界生活》的主要角色，第一行从左至右分别为菜月昴、爱蜜莉雅、帕克；第二行从左至右分别为拉姆、雷姆、菲魯特

此列表是《Re:從零開始的異世界生活》內的登場人物的介紹。列表中所提及的年齡資料皆為登場時年齡，不隨劇情時間推進而異動。
內容敘述以文庫版劇情為主，文庫版尚未刊載者才以Web版為主。中文譯名以青文出版社之繁體中文版為準。

## 愛蜜莉雅方陣營
菜月昴（Natsuki Subaru，聲：小林裕介（日本）；徐偉翔（台灣）；（香港））
本作男主角，17歲的普通高中生（第一章至第四章）→18歲（第五章後），誕生日為4月1日，身高173公分，誕生花為「縷絲花」，花語：純淨的心。名字取自金牛座「昴宿星團」，自稱愛蜜莉雅的騎士，在第四章結尾，菜月昴正式被愛蜜莉雅授勳並成為了她的騎士。
在原來世界是個平凡的家裡蹲，性格善良但生來眼神兇狠。對厭惡的事物習慣先避開。被人認為是「懼學症學生」，其實興趣廣泛也不排斥學習，也因此練就多種才藝（樣樣通樣樣鬆的程度）。
最初因為不明原因而穿越到異世界，在愛蜜莉雅的幫助後喜歡上愛蜜莉雅，並在經歷數次死亡後得知自己擁有特殊能力「死亡回歸」。
個人魔法屬性經帕克判別為少見的陰屬性，但就成為魔法使而言資質低劣。而且故事進行中因多次勉強使用魔法，自身「門」已完全摧毀。無法排出魔力再也不能獨自使用魔法，因此隨時死於魔力中毒的危險。不過和碧翠絲的契約允許碧翠絲透過他們的身體接觸吸收身體裡產生的過量魔力。
家裡蹲期間會固定做肌肉鍛鍊，所以體能方面有一定水準。從「聖域」歸來後練習跑酷（Parkour）運動強化承受與化解衝擊的能力。
父親名為「菜月賢一（聲：鳥海浩輔）」，母親名為「菜月菜穗子（聲：柚木涼香）」。
喜歡以愛稱稱呼身邊的人，包括「愛蜜莉雅碳」、「雷姆琳」、「拉姆親」、「碧翠子」等……。
有著很高的「魔女因子」適應性，在貝特魯吉烏斯和雷格魯斯死亡之際，他們的因子在昴不知情的情況下吸收進體內。第六章確認目前昴身上存在三種魔女因子，已確認的魔女因子有『怠惰』和『強欲』，還有一個未確認名稱的魔女因子。目前能使用的權能有「死亡回歸（Returns by Death）」、『怠惰』的權能「不可視之神意（Invisible Providence）」、『強欲』的權能「科爾・雷奧尼斯（Cor Leonis）」。
在第三章被「怠惰」司教貝特魯吉烏斯·羅曼尼康帝和第六章被「暴食」司教之一的「飽食」露伊·阿爾尼普認為是當代「傲慢」。
能免疫「暴食」對其他人剝奪存在的能力，雷姆的存在被剝奪後只有昴還記得雷姆。
第一章中，被穿越到異世界，遇上以徽章失竊為契機結識愛蜜莉雅，得知竊奪者是由「獵腸者」艾爾莎所委託來的菲魯特，經歷三次死亡後發現死亡回歸。四次死亡回歸後，贓物庫事件中，在萊因哈魯特的幫助下成功奪回徽章，讓「獵腸者」艾爾莎撤退，事件完美結束後因傷勢過重，被愛蜜莉雅帶回羅茲瓦爾伯爵的宅邸治療。
第二章中，開始羅兹瓦爾宅邸中的生活，被捲進雷姆的殺戮、詛咒及魔獸襲擊村子的事件。經過五次死亡回歸，最終成功拯救所有人。但也因此過度使用魔法而導致自身的「門」受到重傷。
第三章中，為了治療「門」與愛蜜莉雅等人一同前往王都。在王選事件後與愛蜜莉雅產生誤會，由雷姆陪同留在庫珥修宅邸中繼續治療。得知宅邸發生異變決定返回但屢試屢敗，四次死亡回歸後與庫珥修結盟。並在成功討伐「白鯨」後得以回到梅札斯領地，五次死亡回歸後成功消滅魔女教「怠惰」司教，最後與愛蜜莉雅告白並和好。
第三章最末，發現理應回到王都的庫珥修一行其實已遭到魔女教襲擊，庫珥修的記憶和雷姆的存在都被「暴食」的權能抹去，只剩自己還記得雷姆，因死亡回歸存檔點更新消滅「怠惰」司教後，此無法改變過去。
第四章中，抵宅後轉往「聖域」，在到達後發覺羅茲瓦爾和「聖域」所藏的秘密，得知「獵腸者」艾爾莎將會襲擊宅邸，以及魔獸「大兔」將出現在「聖域」。藉由拉姆和奧托等人協助，歷經六次死亡回歸及兩次魔女茶會的難關，在與加菲爾的戰鬥中以「門」被完全摧毀作為代價使用魔法，藉此使帕克吸收加菲爾的魔力，並覺醒『怠惰』的權能「不可視之神意（Invisible Providence）」，最終成功擊敗加菲爾，與加菲爾聯手救出羅茲瓦爾大宅眾人擊倒「獵腸者」艾爾莎，並與碧翠絲結定契約，聯手消滅「大兔」。
第五章中，因為安娜塔西亞邀請所有王選勢力集合抵達水門都市「普利斯提拉」，後被魔女教的「憤怒」司教襲擊，經歷四次死亡回歸後魔女教四名大罪司教突然襲擊都市並提出要求。經歷與「憤怒」司教決戰與都市廳舍奪回戰和「色慾」司教的對戰，和庫珥修被「色慾」司教施以無人能解的龍之血詛咒。與萊因哈魯特組成「強欲」司教攻略組，看穿「強欲」司教的權能，在「強欲」司教把「獅子的心臟」放在愛蜜莉雅的心臟時，使用『怠惰』的權能「不可視之神意」並在不傷及愛蜜莉雅之下把附在心臟上面的「獅子的心臟」捏爆，迫使「獅子的心臟」回歸「強欲」司教的本體自身，救出愛蜜莉雅並擊敗「強欲」司教，同時雷古勒斯也是菜月昴與其開始對峙時，雖右腿被打斷，但不需要經歷死亡回歸就將其一次成功擊敗的大罪司教。最後水門都市一戰雖以慘勝告終，但為了徹底解決魔女教迄今遺留下的諸多無解問題，遂前往監視塔尋求「賢者」夏烏拉的幫助。
第六章中，經過四次死亡回歸才成功到達監視塔，卻發現原來真正的「賢者」另有其人。尋找攻略雷德方法時意外闖入「記憶的迴廊」，被「暴食」司教露伊奪去記憶，再次經歷16次死亡回歸後，二度闖入時被具現化的雷姆記憶所救，打破露伊陰謀，並覺醒『強欲』的權能「科爾・雷奧尼斯（Cor Leonis）」。在「暴食」司教進攻監視塔之時，與碧翠斯、梅莉迎戰化身殺戮機器的夏烏拉，之後在由里烏斯支援下成功壓制對方。最終因愛蜜莉雅通過最終試練，夏烏拉使命已盡而消逝，最後之際昴與夏烏拉在精神世界道別。
第六章末端，「暴食」司教進攻告一段落後，「嫉妒」魔女黑影來襲，將昴、雷姆、「暴食-飽食」司教露伊吞沒，被傳送到佛拉基亞帝國。
第七章中，因拋棄露伊令失憶的雷姆與其關係決裂，追逐雷姆途中先後被「修德拉克之民」和魔獸襲擊，又被佛拉基亞帝國戰士俘虜。逃脫後與阿貝爾挑戰「修德拉克之民」的「血命之儀」成功，得到對方協助下從佛拉基拉帝國戰士手上救回雷姆和露伊。在「血命之儀」中受到致命傷，斷掉右手經「色慾」司教施下的龍之血詛咒再生，性命經得到露伊協助的雷姆使用回復魔法而保住。其後與阿貝爾分別並打算與雷姆和露伊經都市「夸拉爾」回到王國，但在「夸拉爾」被佛拉基拉帝國戰士狙擊，經過5次「死亡回歸」後回到修德拉克之民住所並理解到目前不可能離開帝國。因此決定暫與阿貝爾合作攻下夸拉爾，並推薦利用女裝施展美人計。
能力
- 權能：
- 「死亡回歸（Returns by Death）」

- 由『嫉妒魔女』莎緹拉賦予菜月昴的權能。
- 根據讀者問答Q&A，作者表示:死亡回歸也歸類為權能的一種。
- 被召喚至異世界的菜月昴得到的能力，賦予他在死亡後能重新回歸至一個時間點的時間回溯力量，但死亡之際的痛苦無法免除。
- 菜月昴本人不能決定回溯的時間點，需要回溯過後才會知道，儲存點會根據不同事件而有所改變，另外回溯的時間點由莎緹拉決定。
- 死亡回歸後除了記憶外的一切都不能被保有，但「魔女的殘香」濃度會隨著死亡回歸次數而增加。
- 菜月昴無法以任何形式告訴別人關於這項能力的任何事，包含過去所有回溯前的經歷。一旦昴想這麼做，他就會被只有自己才能感覺的「魔女之手」掐緊心臟，同時「魔女的殘香」會激增變得極為濃密。若仍不顧阻止強行告知它人，則聽聞告知而知情者或菜月昴本人會被魔女之手殺死，這是為了保護昴避免被有心人士覬覦。
- 讀者問答Q&A，作者表示:菜月昴如果有那個想法，是能夠利用死亡回歸的機制直接將愛蜜莉雅一擊殺死。
- 讀者問答Q&A，作者表示:如果菜月昴想要將死亡回歸這項能力透露給『劍聖』萊因哈魯特知道，那麼菜月昴的心臟會被捏爆然後死亡，直接進行死亡回歸。
- 在web第六章，已經確認菜月昴持有三種魔女因子。其中已知名稱的『怠惰』因子和『強欲』因子之外；還有一個尚未確認名稱的魔女因子，而「死亡回歸」來自尚未確認名稱的魔女因子所產生的權能。
- 菜月昴以自身死亡為條件，便會啟動權能「死亡回歸」，直接將整個世界的時間回溯，因此菜月昴在此異世界死後，靈魂無法經過有「靈魂的搖籃」、「記憶的迴廊」別稱的世界根源「歐德・拉格納」進行過濾的作業。
- 『嫉妒魔女』莎緹拉賦予菜月昴權能「死亡回歸」的本意是不希望菜月昴死去。莎緹拉希望菜月昴不要過度依賴「死亡回歸」，要更加愛惜自己的生命，「死亡回歸」只是選擇之一。莎緹拉希望菜月昴不要一個人煩惱，和重視自己的人一起努力，和不希望讓你自己死的人，不希望讓你自己犧牲的人，一起去對抗死亡的命運，假如還是沒有辦法的時候，請懷著對『死亡』的畏懼死去。

- 『怠惰』的權能「不可視之神意（Invisible Providence）」

- 第三章擊殺『怠惰』司教貝特魯吉烏斯·羅曼尼康帝，其身上的『怠惰』因子轉移到菜月昴身上；第四章在魔女的茶會喝下『強欲』魔女艾姬多娜的茶後活化『怠惰』因子；在與嘉飛爾的戰鬥中覺醒『怠惰』的權能「不可視之神意」。
- 可以伸出一隻只有菜月昴本人能看見的手，雖然速度緩慢、範圍狹小但是力量極大。
- 使用此權能時會對菜月昴本人造成極大的身體和精神負擔。
- 在小說第十九卷，菜月昴與『強欲』司教雷古勒斯對峙時，將此權能進行三個階段的運用，成功將雷古勒斯的『強欲』權能破除。
- 菜月昴對「不可視之神意」三個階段的運用；第一階段：伸出一隻只有菜月昴本人能看見的手；第二階段：不傷害愛蜜莉雅讓手直接穿過其身體到達心臟的位置；第三階段：不傷害愛蜜莉雅的心臟並將附在上面的「獅子的心臟」直接用手捏爆。
- 讀者問答Q&A，作者表示:菜月昴的「不可視之神意」與『怠惰』司教貝特魯吉烏斯的「不可視之手」雖然相似，但是本質上是不同類型的能力。

- 『強欲』的權能「科爾・雷奧尼斯（Cor Leonis）」

- 第五章擊殺『強欲』司教雷古勒斯·柯尼亞斯，其身上的『強欲』因子轉移到菜月昴身上；第六章菜月昴在記憶迴廊「歐德・拉格納」中與『暴食』司教之一的『飽食』路伊·阿爾尼普對峙時，受到記憶具現化的雷姆的鼓舞然後覺醒『強欲』的權能「科爾・雷奧尼斯」。
- 菜月昴可以運用此權能，強化精神、感受同伴的位置、分擔同伴的負擔疲勞狀態、將自身的負擔疲勞狀態，分配給願意分擔的同伴；分擔負擔疲勞狀態並非轉移傷害本身，不會對身體產生傷害，但是負擔過重身體會產生受傷的感覺。
- web版第六章第61話菜月昴在記憶迴廊「歐德・拉格納」因為『飽食』路伊·阿爾尼普的言語感到瘋狂與混亂並且即將被『飽食』分割自我與吞噬之際，受到記憶具現化雷姆的鼓舞覺醒權能，並運用此權能強化精神，消除瘋狂與混亂，使內心回復平靜，促使『飽食』分割與吞噬菜月昴的計畫失敗。菜月昴對此定義:不會被任何事物動搖的『強欲』，讓菜月昴變得堅定。
- web版第六章第65話，權能展現出能夠感受同伴位置的能力；並在web版第六章第67話由菜月昴運用權能確認同伴的所在處和情況。
- 在web版第六章第67話，菜月昴運用權能分擔拉姆和愛蜜莉雅的疲勞狀態，使其在戰鬥中能夠減輕負擔。菜月昴對此定義:代表獅子座的「雷古勒斯」另一個名字「科爾・雷奧尼斯」意思是「獅子的心臟」，「雷古勒斯」在拉丁語本身的意思是「小國王」；獅子，小國王即為族群之長；王指的是背負著大家的想法站起來的人；擁有『科爾・雷奧尼斯』的菜月昴將減輕同伴的負擔，作為將後顧之憂一力承擔下來的族群之長，讓同伴們都能放下包袱戰鬥到底。
- 在web版第六章第87話，菜月昴運用權能分擔梅莉·波特魯特的疲勞狀態，但是菜月昴自身快撐不下去，於是碧翠絲自願幫菜月昴分擔一部分的負擔，然後菜月昴運用權能把四分之一的負擔轉移給碧翠絲。菜月昴對此定義:把同伴的負擔全部獨自承受下來的「國王」對菜月昴而言是不可能辦到的，獨自一人便無法站立的「小國王」，在擁有了想要支撐菜月昴的同伴，「小國王」才能站起來；能夠支持「小國王」的，是只有想要支持菜月昴的人，真是易懂、死板的力量，正因為如此才不會變得『傲慢』，才不會忘記是誰在支撐著菜月昴。

- 菜月昴本人的特殊體質：
- 菜月昴擁有比一般異世界人高很多的精靈親合性。
- 菜月昴能看見只有『怠惰』司教本人能看見的『怠惰』權能「不可視之手」；此外在讀者問答Q&A，作者表示:在第一季第15集『怠惰』司教使用『怠惰』權能「不可視之手」，此時的菜月昴還無法看見，到了第一季第17集菜月昴才能開始看見「不可視之手」。
- 被『暴食』司教的『暴食』權能剝奪存在的人，菜月昴能夠不受此權能效果的影響，依然記得被剝奪存在的人。
- 第五章菜月昴在與『色慾』司教對峙時，被『色慾』司教用自身詛咒的龍之血腐蝕被『強欲』司教弄傷的右腳，跟同樣受到龍之血詛咒被痛苦折磨的庫珥修相比，不僅沒有被痛苦所折磨，被腐蝕的右腳反而擁有更加強大的力量；此外菜月昴通過接觸同樣被龍之血詛咒庫珥修，可以將庫珥修自身的詛咒轉移到本身，使庫珥修減輕痛苦，不過轉移詛咒的時候，菜月昴會感覺到無法忍受的劇痛，而且詛咒轉移的比例是一比十，表示轉移庫珥修一分的詛咒，菜月昴受到的詛咒會變成十倍，不過詛咒轉移結束後，就不會在感到劇痛，同時菜月昴被龍之血侵蝕的部分也會擁有更加強大的力量。
- 菜月昴有著很高的「魔女因子」的親合性，持有「魔女因子」的人在菜月昴附近死亡的時候，例如大罪司教，「魔女因子」會優先選擇進入菜月昴的體內；並且菜月昴可以在一定條件下激活「魔女因子」並展現出對應的權能。

愛蜜莉雅（Emilia，聲：高橋李依（日本）；傅其慧、張乃文【新編輯版】（台灣）；姜嘉蕾（香港））
本作女主角，五位女王候補者之一，擁有銀色長髪與紫紺色瞳孔的美麗半妖精，肉體年齡約為107歲，外貌年齡18歲，心智年齡14歲。身高164公分，誕生日為9月23日。
親生父母不明，從小居住在艾力歐爾大森林中的妖精部落，但沒有到達部落前的記憶。小時受到如同公主般的待遇，7歲時居住的妖精村落被魔女教襲擊，在養母福爾圖娜（聲：戶松遙）死後力量暴走，因而陷入近百年的冰封沉睡，直至本傳6、7年前才被大精靈帕克喚醒。在被羅茲瓦爾告知龍之血有能夠拯救被自身力量波及而冰封的妖精村落村民的可能性之後，決定加入王選。在聖域裡的試煉期間，當著「強欲魔女」艾姬多娜的面自稱麻煩的女人「凍結魔女」。
性格十分善良但有些天然呆、遲鈍而且不坦率。因被單獨冰封太久導致不擅長與人相處，也相當欠缺一般世間的生活常識。在與昴的第一次邂逅中，對昴假稱自己的名字為莎緹拉。外出時穿戴的白色龍角披風有編入「認知阻礙」術式，他人因此無法辨識出她半妖精的身分而能正常與之交流。被昴稱呼為「E.M.T」，意即「愛蜜莉雅醬真是天使！（Emiliatan Maji Tenshi）」。對昴抱有恋爱情结。
魔法性質為火屬性，透過魔力控制熱量來降低溫度產生冰進行攻擊與防禦，是與精靈訂約的精靈術師，並與昴共同開發出自己專屬的魔法。
第一章中，因欲尋回被菲魯特所竊的徽章而遭到「獵腸者」艾爾莎殺害，直到昴第四次死亡回歸才與眾人一同被萊因哈魯特所救。
第二章中，表明身分為王選候補者之一，最終因再度被昴拯救而以約會作為報答。
第三章中，王選會裡因銀髮半妖精的出身受盡歧視與偏見，在帕克顯現力量後重新獲得發言機會，要求能得到公平的對待。為了治療才帶昴抵達王都並訂下約定，因昴未能守約感到不解與傷心而回到領地，捲入「怠惰」司教惡意的「試煉」，直至昴第五次死亡回歸才成功得救並與昴和好。
第四章中，和昴一起返回宅邸後轉往「聖域」，在挑戰解放「聖域」的「試煉」屢試屢敗，精神上因帕克突然單方面破壞與自己的契約受到重大打擊而瀕臨崩潰。在昴和其他人鼓勵下重新振作，被昴表白，而與他接吻（但尚未實際回覆），於關鍵時刻成功通過「試煉」，並和趕回救援的昴與碧翠絲聯手消滅魔獸「大兔」並解放「聖域」，重新回歸王選舞台。
第五章中，應安娜塔西亞邀請前往水門都市「普利斯提拉」，魔女教來襲時與「憤怒」司教決戰敗北，被「強欲」司教擄走。後來被昴與萊因哈魯特救出，並聯手擊敗「強欲」司教。
第六章中，與昴一起前往監視塔，在半途因故與昴失散，最後在監視塔會合。眾人中第一個通過雷德的二層試練。昴進入16次死亡回歸後，在「暴食」司教進攻監視塔之時，前往第一層挑戰最終試煉，迎戰波爾肯尼卡，被錯認為「嫉妒」魔女莎緹拉，在拉姆和帕特拉修的支援下通過最終試煉。
帕克（Puck，聲：內山夕實（日本）；連思宇、蔡雅如【新編輯版】（台灣））
名字取自天王星的衛星「Puck」，名源仲夏夜之夢中的小精靈。
時常待在愛蜜莉雅身邊的貓型精靈，身長9公分。對愛蜜莉雅非常關愛，稱呼她為「女兒」，平時則稱呼為「莉雅」。相當瞭解愛蜜莉雅的性格，偶爾會為她的不坦率感到無奈。一切判斷以愛蜜莉雅為重，會為其安全考量去進行捨棄他人的評估。
由於顯現會消耗大量魔力，所以出沒時間為朝九晚五，時間一到就必須返回愛蜜莉雅胸前的魔晶石休息，緊急時可以透過消耗魂力來召喚。
真實身份是「強欲魔女」艾姬多娜所造的三大人工精靈之一。古老且匹敵四大精靈、在殺死了「調停者」後繼承四大精靈之一的稱呼。司掌火的大精靈，被人稱為「永久凍土的終焉之獸」，年齡420歲。現為愛蜜莉雅的契約精靈，視愛蜜莉雅為其存在的唯一理由，認為愛蜜莉雅不存在的世界活著也沒有意義。
與愛蜜莉雅定下的契約內容，是帕克擁有決定她每天的髮型和服裝的權力。除此之外，還包括剛洗完澡後做的體操，以及修整頭髮和指甲等方面。
因艾姬多娜的契約影響，大部分的記憶處於被封印的狀態，只有在愛蜜莉雅死亡後才會慢慢恢復。在愛蜜莉雅死亡後會根據與愛蜜莉雅的契約內容開始毀滅世界，將一切埋葬於冰雪之下為其陪葬，但自知一定會被當代「劍聖」阻止且無法抗衡而導致行動失敗。
第四章中，因愛蜜莉雅精神狀態不穩(文庫版改為羅茲瓦爾趁愛蜜莉雅精神狀態不穩時對契約做了手腳)導致進出魔晶石受到限制，為了突破眼下僵局而單方面破壞與愛蜜莉雅的契約。

### 羅茲瓦爾宅邸
雷姆（Rem，聲：水瀨祈（日本）；連思宇、林沛笭【新編輯版】（台灣）；何凱怡（香港））
藍髮藍瞳的17歲少女，瀏海掩蓋著右眼只露出左眼，是羅茲瓦爾宅邸的雙胞胎女僕的妹妹，對魔女和與其有關之人抱強烈的憎恨，誕生日為2月2日。
對羅茲瓦爾的忠誠只建立在「能庇護姐姐」這點之上。有時會自行判斷並自行行動，有著衝動的一面。喜歡閱讀戲曲與詩歌類書籍。
鬼族，由於和拉姆是雙胞故天生只有一角，但與作為天才的拉姆不同，才能並不出眾。由於姐妹間能力有落差，讓雷姆自幼精神上就承受很大壓力，越仰慕姐姐就越感自卑。當拉姆因為魔女教襲擊鬼族部落而失去角的一瞬間，感受到自長久自卑壓力中得到解脫的愉悅感，但罪惡感也隨之而生。遂強迫自己代替原先優秀但失去大部分能力的姐姐，努力去仿效「姐姐應有的人生」。
魔法性質屬於水屬性，稍懂些治療系和火系的攻擊魔法。持有武器為流星錘，鬼化後戰鬥力驚人，但意識易陷入混亂。
第二章中，原本因為昴身上有魔女殘香而對其抱有敵意，甚至還擊殺過他。在看到昴即使能力不夠仍堅持拯救村民時卸下敵意，又因救昴時有所猶豫導致昴詛咒纏身而懊悔自責。為了贖罪隻身進入森林，最終身心都為昴所拯救而對昴死心塌地。
第三章中，在王選會結束後留下來陪昴待在庫珥修位於王都的宅邸靜養，數日後透過與姐姐拉姆的共感發現宅邸出現異變而與昴嘗試回返。在每次死亡回歸中都竭力保護昴力戰而死。特別在第四次死亡回歸時，鼓勵意志消沉打算放棄一切就此逃避的昴重新振作，以此為契機開始昴自「白鯨討伐戰」起創下的所有功績。
第三章末，因在白鯨討伐戰中消耗過大，由菲利斯診斷需與庫珥修同行返回王都療養，但途中意外遭遇魔女教「貪婪」和「暴食」司教萊伊攻擊而被奪去「存在」，陷入沉睡不醒的狀態。
第六章中被昴帶著一起前往監視塔，在半途因故與昴失散，最後抵達監視塔由拉姆照顧，目前在監視塔第四層的「綠之部屋」中。
拉姆（Ram，聲：村川梨衣（日本）；林美秀、楊詩穎【新編輯版】（台灣））
粉髮紅瞳的少女，17歲（第二章至第四章）→18歲（第五章後），瀏海掩蓋著左眼只露出右眼。是羅茲瓦爾宅邸的雙胞胎女僕的姐姐。受妹妹雷姆崇拜，並且相當重視妹妹的存在，誕生日為2月2日，身高為154公分。
對羅茲瓦爾極度忠誠且深獲信賴。是宅邸內傲慢不遜的毒舌擔當，對昴的稱呼為「巴魯斯」、對加菲爾稱呼為「加菲」。炊事、洗碗、裁縫、掃除等全都不如妹妹，但能冷靜判斷狀況。喜歡閱讀魔法類書籍與品茶。
鬼族，由於和雷姆是雙胞胎故天生只有一角。本來在誕生之初就要遭到族長處死，但適時展現本身天賦得以逃過一劫。運使魔法能力和魔力持有量也超越群倫，未滿十歲已立足於鬼族的頂點。
雙親名為「夸克（Quark，聲：千葉進步）」、「迪馬艾（Temae，聲：木村亞希子）」。
在一次村莊遭魔女教襲擊的事件中失去鬼族的角，自此需要藉由外力注入並補充魔力，失去角後一旦發動過多能力，身體會疼痛難以抵受，陷入虛弱狀態。
為了以免身體崩潰，為身體落下兩層枷鎖：解開第一層枷鎖後能使出兩成力量，解開第二層枷鎖後能使出五成力量。據萊伊表示，解開第二層枷鎖的拉姆能輕鬆擊敗除了雷古勒斯外其他大罪司教。然而由於解開第二枷鎖的負擔極大，目前只能在昴使用「小小的王」，以及與雷姆「共感」情況下短時間使用。
擁有「千里眼的加護」，能與自身波長相吻合的對象共享視野。擅長使用風系的魔法。
在讀者問答Q&A中，作者表示：截止第六章中段，有角拉姆是全作僅次於萊因哈魯特的戰力（不計算莎緹拉在內），能單殺白鯨。若有角拉姆與雷古勒斯戰鬥，應該會難分高下。
第二章中，曾教昴讀書識字，昴也告訴他日本赤鬼和青鬼的故事。在村莊襲擊事件中，與昴一同前往森林拯救雷姆。
第三章中，在羅茲瓦爾宅邸留守，而後於昴前三次的死亡回歸過程中都遭受魔女教襲擊而亡，之後才成為昴消滅「怠惰」司教的助力。
第四章中，將法蘭黛莉卡召回宅邸並轉往「聖域」協助羅茲瓦爾進行計畫，但因太愛慕羅茲瓦爾而希望使他脫離被「福音書」制約的生活，在昴第六次死亡回歸後，改與奧托聯手抵禦反對「聖域」解放的加菲爾，並求助於愛蜜莉雅早日當上王位侯選人王位，讓羅茲瓦爾過自己的生活，之後違抗羅茲瓦爾計畫，成功燒毀羅茲瓦爾的福音書。
第六章中，與昴一起前往監視塔，在半途與昴一同和其他人失散並遭遇魔獸「餓馬王」，最後在監視塔會合。昴進入16次死亡回歸後，在「暴食」司教進攻監視塔之時，迎戰「暴食-美食家」司教萊伊，解開第二層枷鎖後一度碾壓萊伊，但為了問出回復記憶的事而大意被反擊，之後覺醒雷姆「共感」的能力，藉雷姆分擔傷害，再次解開第二層枷鎖，最後將對方斬首殺死。之後與帕特拉修前往一層支援，協助愛蜜莉雅通過最終試煉。
碧翠絲（Beatrice，聲：新井里美）
名字取自主小行星帶的小行星「Beatrix」，名源為但丁《神曲》與《新生》中的角色，同時也是現實中13世紀佛羅倫斯人貝緹麗彩·坡提納里。
自稱「貝蒂」，與帕克同為「強欲魔女」艾姬多娜所創造的人工精靈，屬性為少見的陰屬性，稱帕克為哥哥，艾姬多娜為母親，並與400年前的琉茲是好友，身高140公分。
個性專一單純但不太坦率，所以說話毒舌但也有溫柔可愛的一面，與除了帕克以外的人相處都十分冷淡。對於昴能憑藉直覺打開機遇門進入禁書庫十分在意。
持有「睿智之書」弱化版的兩本「福音書」之一，因艾姬多娜的託付而守護並等在禁書庫裡400餘年。因身為精靈的位格太高，所以不只會讓搭檔無法與其他精靈締約，日常所需要的魔力也比較大。運用「機遇門」連結禁書庫與宅邸內所有的門，能自由出現在宅邸內任何有門的場所。在聖域之後與昴的關係如同父女或是兄妹，而且以昴的姓名稱呼他（之前是那傢伙、少年之類的），經常會坐在昴的腿上給昴摸頭。而且性格也與之前大相逕庭，變得較為坦率和可愛，會向昴撒嬌也會妒忌。也因此令昴獲得幼女使的花名。以往不會露出的天真的一面也能經常見到。昴也經常對她愛護有加，常以可愛稱讚碧翠絲。
第二章中，由於對待昴的態度自始至終都不因死亡回歸而有所改變，因此昴死亡回歸後常前往書庫平復心情。在第四次死亡回歸中答應昴的求助而保護他。
第三章中，在「怠惰」司敎襲擊時，因契約關係無法離開宅邸。
第四章中，在昴的五次死亡回歸前，遭「獵腸者」與「魔獸使」襲擊廝殺，在第六次死亡回歸後與最後趕回宅邸並一心想拯救自己的昴見面，在昴努力不懈的勸說下解開長久沉鬱的心結並與他締結契約，並聯手消滅「大兔」。而福音書在逃脫時被燒毀，另與昴共同創造三種原創魔法。
第五章中，隨昴前往水門都市，與「憤怒」司教一戰耗盡魔力而陷入假死，甦醒後與奧托及菲魯特等人聯手擊退「暴食」司教萊伊。
第六章中，隨昴前往監視塔，協助昴度過中途難關，但也因故與昴失散，最後在監視塔會合。昴進入16次死亡回歸後，在「暴食」司教進攻監視塔之時，與昴、梅莉迎戰化身殺戮機器的夏烏拉，之後在由里烏斯支援下成功壓制對方。
羅茲瓦爾·L·梅札斯（Roswaal L. Mathers，聲：子安武人、子安光樹【第二代】）
露格尼卡王國貴族，領有「邊境伯」的頭銜，是世代繼承「羅茲瓦爾·梅札斯」之名的權力者。故事開始時為眾所周知的王國首席宮廷魔導士，年齡為29歲（第一至四章）→30歲（第五章後），身高為186公分，誕生日為9月16日。
裝扮如同小丑般，被愛蜜莉雅私下稱為變態。說話時語尾帶有一種奇怪的腔調，個性反骨且玩世不恭，但偶爾有冷峻嚴肅的一面，行事帶有濃重的神秘色彩。擁有「魔導的加護」，魔法方面具備最出色的才能，也是露格尼卡王國現在「赤」、「綠」和「黃」三種屬性最高魔法使稱號的擁有者。
原是400年前被「強欲魔女」艾姬多娜留在身邊授予魔法的一般人，稱艾姬多娜為「老師」並對其異常戀慕。在「聖域」遭「憂鬱魔人」襲擊時傷重瀕死，為了自己存活不惜以靈魂轉寫的技術將直系後代血親的肉體當成自己的「容器」使用，是為了達成目標已經不擇手段的狠角色。
持有「睿智之書」弱化版的兩本「福音書」之一，能一定程度預測自身周遭的未來。把「和自己的老師能再度像從前那樣一起生活」當成自己存在的唯一目標。堅信實現福音書顯示的未來與自己的目標一致所以異常執著，也因此從第一章到第四章讓昴和愛蜜莉雅等人吃足苦頭。是第一個知道昴能夠「重來」的一般人。
在第二章中，答應讓昴住進宅邸裡生活，魔獸襲擊事件最後，殺死魔獸犬型的烏魯嘎魯姆救出昴和雷姆與拉姆。
在第三章中，與愛蜜莉雅一同參加王選會，結束後單獨一人先前往聖域。
在第四章中，表明自己知道昴能「重來」，並以此為計劃基礎去實驗福音書，分別在第一章和第四章僱用艾爾莎暗殺愛蜜莉雅和碧翠絲，明知「怠惰」司教來襲亦撒手不理，唯獨本人否認僱用梅莉引發魔獸襲擊。在昴六次死亡回歸後，與昴開始對賭，之後與拉姆和帕克決戰時福音書被燒毀。與昴的對賭敗北，在契約束縛下不得不成為愛蜜莉雅陣營的協力者，但本人則說依然會為實現夢想而繼續尋找方法。
法蘭黛莉卡·鮑曼（Frederica Baumann，聲：名塚佳織（日本）；蔡雅如【新編輯版】（台灣））
羅茲瓦爾宅邸的女僕，有著金色的長髮、綠色的眼瞳與銳利的牙齒，身材挺拔略高於昴。是加菲爾同母異父姐姐，對加菲爾稱呼為「加菲」。來自聖域，擁有四分之一的亞人血統，年齡為21歲（第四章）→22歲（第五章後），身高為180公分，誕生日為12月6日。
已在羅茲瓦爾宅邸服務十年，在昴加入宅邸前一個月因個人原因請長假，直至第四章由於拉姆不擅打理家務，宅邸被拉姆搞得一團亂，才被羅茲瓦爾臨時從假期中緊急召回（實際上因雷姆的記憶被抹除，導致宅邸只有拉姆一人人手不足），曾在雷姆的回憶中短暫出現過。
第四章中，告知羅茲瓦爾請昴和愛蜜莉雅到「聖域」見面，提醒昴要注意加菲爾。之後在昴前五次死亡回歸過程中，在宅邸遭到「獵腸者」和「魔獸使」襲擊，直到昴第六次死亡回歸後，被趕來的加菲爾所救，之後俘虜「魔獸使」梅莉。
佩特拉·雷蒂（Petra Leyte，聲：高野麻里佳）
阿拉姆村的少女，後來進入羅茲瓦爾宅邸擔任見習女僕，12歲（第二章至第四章）→13歲（第五章後），身高為140公分，有著橘色短頭髮、紅色兔耳的髮飾（第六章後留了長頭髮）。夢想是長大後到都市製衣。昴在阿拉姆村認識的眾多小孩之一。
第二章中，在村莊襲擊事件中被菜月昴與雷姆所救後，帶回阿拉姆村休養。
第三章末，由於雷姆的存在消失，所有襲擊事件中被拯救的好感都轉移至昴身上，而對昴有著相當大的好感。
第四章時，由於羅茲瓦爾宅邸的人手不足，作為見習女僕被召入宅邸。在昴前五次死亡回歸中，在宅邸遭到「獵腸者」和「魔獸使」襲擊，直到昴的第六次死亡回歸後，被趕來的昴所救。
奧托·思文（Otto Suwen，聲：天崎滉平、大地葉【幼年期】、飯田友子【少年期】）
身高177公分，有著鵝蛋臉與精緻的五官的灰髮青年行商人，年齡為20歲（第三章至第四章）→21歲（第五章後），誕生日為3月24日。
擁有「言靈的加護」，自幼能夠與各種動物溝通，但也因此被眾人視為異類，有著不被他人所理解的過去，對世界各國、組織勢力與歷史有相當淵博的知識。
擁有父親麥哲倫（聲：三浦勝之（日本））、母親芙菈米露（聲：八卷安奈（日本））、兄長奧斯洛（聲：大津愛理【少年期】、石狩勇氣【青年期】）、弟弟雷金。擁有名為弗魯夫（Verhoe）——陪伴奧托相當長的一段時間的地龍。
第三章中，因預定要送到北國古斯提克的商品油在王選的影響下無法出境銷售而面臨破產的命運，並因此被昴捲入白鯨討伐戰。在白鯨討伐戰後，以此為契機被留在羅茲瓦爾宅邸。幾次死亡回歸皆或多或少協助昴，像是駕車載昴及雷姆返回宅邸、途中遭遇白鯨。在最後一次死亡回歸後的世界，因駕車穿過森林意外遭魔女教俘虜，因而直到掃蕩魔女教據點後才被救出。
第四章中，被昴發現有出色的文書處理能力而積極拉攏，隨昴一同前往「聖域」。在昴第六次死亡回歸後，將一拳清醒被逼入絕望的昴，並與拉姆和昴合作抵禦反對「聖域」解放的加菲爾，之後與昴和加菲爾三人趕往宅邸，去救雷姆和佩特拉等人，最後加入愛蜜莉雅陣營，以「首席内政官」的身分活躍。
第五章中，為前往水門都市的愛蜜莉雅陣營成員之一，在王選勢力反擊魔女教的都市奪回戰中本來是非戰鬥員，但意外遭遇「暴食-美食家」司教萊伊，而被迫與碧翠絲和菲魯特等人聯手將之擊退，卻也因此被重傷。
第六章因重傷而無法陪同昴等人。在讀者問答Q&A中，作者表示：如果第六章有奧托的話，可以讓失憶的昴更快振作起來，並能讓眾人更容易到達普勒阿得斯監視塔一層。
加菲爾·汀澤爾（Garfiel Tinsel，聲：岡本信彥、南真由【幼年期】）
法蘭黛莉卡同母異父的弟弟，從小在聖域長大的孤兒，與琉茲情同婆孫，有四分之一的亞人血統，14歲（第四章）→15歲（第五章後），身高為160公分，誕生日為10月12日。
留著金色短髮、具備貓科猛獸特有的兇悍眼神和白色犬齒，額間有一道白色傷痕（幼年時為了想忘了母親在額頭上的吻而故意刻傷）。身材並不高壯但全身精實悍練。個性單純溫柔，雖然是個與年紀相符且神經大條的中二病輕症患者，但相當喜歡閱讀。
母親名為「莉希亞·霆傑爾（聲：遠藤綾）」。
擁有「地靈的加護」，能藉由接觸地面進行恢復，並有限地改變視野範圍內的地貌。自稱是羅茲瓦爾底下最強的男人，外號「聖域之盾」，單戀對象是拉姆。是愛蜜莉雅王選陣營裡實質上最強的戰力。被昴擊敗後，稱呼他為「大將」。
第四章中，在昴進入「聖域」時初登場。原先反對解放「聖域」並試圖阻撓昴和愛蜜利雅的行動，直到昴經歷5次死亡回歸後，在奧托和拉姆聯手下被昴擊敗納入麾下，並與昴前往宅邸拯救碧翠絲及法蘭黛莉卡等人，與「獵腸者」艾爾莎交戰後得勝。
第五章中，隨愛蜜莉雅前往水門都市，遇上萊因哈魯特並企圖交戰，但自己全力的一擊卻被毫不費力地擋下而震驚，之後單獨散步時發現有五個孩子困在失控的船上並拯救他們，因為自己的認知被孩子崇拜，在那裡遇見久別的親人及其他異父同母弟妹弗雷德·湯普生（聲：本村玲奈）、拉菲爾·湯普生（聲：佳原萌枝）。魔女教來襲時與蜜蜜進攻都市廳舍，但不敵變成屍兵的前代劍聖特蕾西亞與亞人族英雄庫魯剛。都市廳舍奪回戰中與庫魯剛二度交手，其後與威爾海姆組成「色慾」司教攻略組，但再次遭遇上庫魯剛，最後成功擊敗對手，並得到對手認可。
帕特拉修（Patrasche，聲：相馬康一）
有著漆黑的皮膚與鱗甲，銳氣煥發的面容與黃色眼瞳的雌性地龍，身長為200公分。
名字取自英國作家薇達的童話《法蘭德斯之犬》中的忠犬「Patrasche」，而昴的手機鈴聲亦為此作品的片頭曲「黎明的道路」。
屬於地龍中血統最優良的戴亞娜種（Diana species），以心高氣傲，能適應多種地形而著名。其價值之高差不多能買下一棟房子。
神龍波爾肯尼卡的相識，未知雙方關係。
第三章中，昴在參加白鯨攻略戰時從卡爾斯騰家借的坐騎，從眾多地龍中一見鍾情選中的對象。在白鯨討伐戰後被贈與昴。與昴之間似是心靈相通般非常有默契，多次在關鍵時發揮突破僵局的助益。
第六章中，為保護雷姆而遭到「暴食」司教萊伊虐打。討伐萊伊後與拉姆前往第一層支援，帕特拉修的出現令波爾肯尼卡分心，間接協助愛蜜莉雅通過最終試煉。
蒂亞斯·雷蓬茨奧·艾蕾曼索·奧普林·法茨巴爾穆六世（Dias Fatsbalm，聲：井澤詩織）
是技藝極其高超的廚師，能夠做出非常美味的食物。她有一名叫羅德利格斯的助手。在小說短篇《My Fair Bad Lady》中，她造訪了羅茲瓦爾的宅邸，昴僅僅品嘗了一口她的料理，就為她的料理所折服。
稱號包含「流浪的天才廚師」（愛蜜莉雅語）、「龍都讚嘆不絕的究極廚師」（蕾姆語）、「相當好女色但史詩般的廚師」（拉姆語）、「斬首廚師」（碧翠絲語）。個性活潑，總是樂於用虛假謠言捉弄他人。同時她也是個洞察力敏銳的人，可以看穿菜月昴的偽裝，以及羅茲瓦爾的真實目的。
真身為身形嬌小的金髮精靈，她通常穿著一件帶兜帽的斗篷，這讓她可以隱藏身份捉弄別人，同時也是為防止被敵視精靈的人們所針對。

### 聖域
琉茲·畢爾瑪（Lewes Burma，聲：田中愛美）
有著幼小女孩姿態的淡紅色長髮老婆婆，聖域中如同村長般的存在。擁有四個複製體各有名稱為「琉茲·梅耶爾」、「琉茲·阿爾瑪」、「琉茲·戴爾瑪」、「琉茲·席瑪」。所有複製體都穿著黑袍，只有席瑪是穿著白袍，身高為135公分。曾參與過兩次聖域「試煉」，對昴稱呼「斯小鬼」、對加菲爾稱呼「加小鬼」。
真實身分是四百年前自願協助「強欲魔女」艾姬多娜張開抵禦「憂鬱魔人」來襲「聖域」的結界，而被封在巨大水晶中成為結界動力源的少女。只要裝置累積一定的魔力就會製造出一個琉茲的複製體，被製造出的琉茲起初只有最基本的人格與判斷力，可透過教育使其舉止思想接近一般人。
10年前琉茲·席瑪為了救出被試煉傷害的加菲爾，而違約艾姬多娜闖入墓所，之後成為加菲爾的「控制權」。現今聖域中所有琉茲皆為由魔力構成的獨立複製體，無須進食且各自擁有獨立的思維與記憶。所有琉茲都受到擁有「控制權」的人支配，目前「控制權」的擁有者是愛蜜莉雅與加菲爾。

### 米洛德家
安妮羅潔·米洛德（Annerose Miload，聲：市之瀨加那）
米洛德家的當家，羅茲瓦爾的親戚，年齡為9歲（第四章）→10歲（第五章後）。
是女同性戀者，具有與年齡不相符的成熟性格。不反感羅茲瓦爾的亞人癖好，接納被外界所歧視的亞人們並讓他們在宅邸工作，是愛蜜莉雅遇見的第三個不會因為種族而對她有偏見的人（前兩個是帕克和羅茲瓦爾），並喜歡愛蜜莉雅，是昴的情敵，稱呼其「第三者」。為不讓愛蜜莉雅愛上男性時會進行親吻而謊稱男女親吻會讓女性懷孕，導致愛蜜莉雅性方面知識嚴重偏差的罪魁禍首，帕克沒有揭穿的原因推測是他也是不讓愛蜜莉雅與其他男性關係親密。與羅茲瓦爾關係十分親密，並稱呼其「小父大人」。
柯林特（Clind）
米洛德家所屬的執事。是一個長著標緻帥臉的帥哥，身材修長，有著藍色頭髮和眉毛，年齡超過400歲，身高為178公分。
性格彬彬有禮，十分懂得關心別人，用語十分具有文采，經常使用一些俗語或者諺語。除此之外，他也會不失禮節的開些玩笑。卻是個幼控，喜歡幼小而純淨的內心。善於跑酷，擅長使用劍和鞭。對小時候的法蘭黛莉卡經常獻殷勤，在她長大後則變得冷淡。這讓法蘭黛莉卡十分痛心，因此即使雙方認識了十年，現在關係卻十分惡劣。

## 王選相关人员

### 菲魯特方陣營
菲魯特（Felt，聲：赤崎千夏（日本）；石梓晴（香港））
五位女王候補者之一。金髮紅眸的少女。年齡為15歲（第一章）→16歲（第五章後），身高為150公分，出身於貧民窟，有着某種能使腳程與戰鬥像風一般的未知加護，擅長偷竊，誕生日為8月8日，身高153公分。
對於貧困的現狀並不打算妥協，積極試圖擺脫現狀。不願和那些在貧民窟自甘墮落的居民過一樣的人生，為了自己的理想才當起盜賊。
第一章中，受到艾爾莎的委託竊奪愛蜜莉雅的王選徽章，在昴多次死亡回歸中皆遭到艾爾莎所殺害，直至第四次因為昴爭取時間逃跑，巧遇「劍聖」萊因哈魯特協助使眾人得以存活，被萊因哈魯特發現身份並被帶走。
第三章中，王選會以第五位國王候補者的身份登場，疑似是王國皇家最後的血脈，原本無心參與王選，但在羅姆爺被捕後決定成為王選候補者。
第五章中，應安娜塔西亞之邀前往水門都市集會，在都市遭受魔女教奇襲時被海因格挾持，危機解除之後遭遇上「暴食-美食家」司教萊伊，本名不詳令『暴食』司教權能無法起效。在碧翠絲與奧托等人聯手協助下，成功擊敗「暴食-美食家」司教萊伊。
『劍聖』萊因哈魯特·范·阿斯特雷亞（Reinhard Van Astrea，聲：中村悠一（日本）；蔣鐵城【新編輯版】（台灣））
紅髮藍瞳的青年，年齡為19歲（第一章至第四章）→20歲（第五章後），身高為184公分，有着『劍聖』的稱號，亦被稱作「騎士中的騎士」，即使是假日，也會為幫助民眾們而竭盡全力。誕生日為1月1日，身高184公分。
族名「阿斯特雷亞」取自火星與木星之間的小行星「Astraea」。名源為希臘神話中的天文女神阿斯特莉亞。
在讀者問答Q&A中，作者表示：萊因哈魯特是本作中戰力最強的存在，今後的故事也不會出現戰力比他更強的存在。就連世界的根源「歐德・拉格納」也能戰勝。
在讀者問答Q&A中，作者表示：如果『劍聖』萊因哈魯特和『嫉妒魔女』莎緹拉戰鬥，因為相性的關係，『劍聖』萊因哈魯特力量的本質是創造世界，『嫉妒魔女』莎緹拉力量的本質是毀滅世界，所以和『嫉妒魔女』莎緹拉會一直永無止境的戰鬥下去，雙方都無法殺死彼此不分勝負。
是目前已知能於後天獲得加護的唯一存在，也是歷代劍聖中魔力含量排名最低的。雖然因此不能使用魔法，但能把劍技結合大氣中的魔力使用，受傷時空氣中的微精靈也會自動幫助他治療。
個性溫厚有禮但靈活應變，本身不只擁有「劍聖的加護」，更有自世界之源獲得的多種加護，雖天賦異稟但仍不曾懈怠的積極性格，幾乎從任何意義上都找不到甚麼缺點，被公認為王國最強，也因此被世界各國十分嚴密地警戒著，例如想出國必須向其他國家遞交正式的說明等。
年幼時，因「劍聖的加護」突然自當代『劍聖』－－也就是親祖母特蕾西亞－－轉移到自己身上，導致當時正與白鯨激戰中的祖母無法再使用龍劍而力頹戰死。不只他自己為此長年背負自責與內疚，與祖父威爾海姆之間也產生無可彌補的隔閡。
第一章中，於第四次死亡回歸中拯救了昴，輕鬆擊敗『獵腸者』艾爾莎，同時帶回沒落的王族——菲魯特。
第三章中，王選會代表阿斯特雷亞一族推舉菲魯特為第五名國王候補者。王選會後勸由里烏斯不要與昴進行比試，在昴受傷後和菲莉絲一同照顧昴等其醒來，而後勸說昴向由里烏斯道歉，但被拒絕。
第五章中，隨菲魯特前往水門都市，確認菲魯特無事後返回都市廳舍，成為王選勢力發動都市奪回戰之最大戰力。與昴搭配組成『強欲』司教攻略組，一度被對方殺死和打上月球，皆成功化險為夷，由昴破解對方權能後淹死『強欲』司教。任務達成後與變成屍兵的祖母特蕾西亞決戰，給予致命一擊，亦因此與威爾海姆關係完全破裂。
克羅姆威爾（Cromwell，聲：麥人）
簡稱羅姆爺（Rom），在貧民窟管理與販售贓物的老人，擁有一定的鑑定評估能力，與菲魯特長期往來，在心中將其視為自己孫女那樣的家人存在。
真實身分為亞人戰爭中，亞人陣營的三戰將之一。體格高大的巨人族，身高220公分，年齡大約120-130歲，誕生日為2月20日
第一章中，前三次時間線都會遭艾爾莎殺害，第四次時間線受傷但沒有死亡。
第三章中，為帶走菲魯特闖入王宮，被捕後因菲魯特成為國王候補人而無罪釋放。
阿頓、阿珍、阿漢（Ton, Chin, Kan，聲：山本格（第1季）→丹澤晃之（第3季）、室元氣、山下大輝）
昴所命名的小混混三人組，「頓珍漢（トンチンカン）」意指"笨透了"。
「頓」為三人中性格相對豁達開朗，本名「加斯頓」，有時也站在抑制愛打架的其他兩人的立場上。實際擅長料理。
第五章中，和菲魯特的對話中得知已婚並且有一個剛出生的女兒。
「珍」為三人中最容易生氣且不明事理的類型，本名「拉珍斯」，經常攜帶著小刀，雖然經常用刀威脅別人卻不會捅人。
「漢」為三人中最為血氣方剛，本名「漢巴利」，無論是怎樣的對手都毫不留情地咬住不放，經常有在咬住後後悔的情況，但卻毫不反省。
在王選會開始後，被菲魯特拉入陣營；第五章中，隨菲魯特前往水門都市，魔女教襲擊都市時隨當主避難。

### 庫珥修方陣營
庫珥修·卡爾斯騰（Crusch Karsten，聲：井口裕香）
五位女王候補者之一。卡爾斯騰公爵家的當家。男裝麗人，與菲利克斯關係很好，年齡為20歲（第三章至第四章）→21歲（第五章後），身高為168公分，誕生日為4月4日。
王族血脈斷絕的國家現況下，屬於最接近王族階級的貴族。家族長年與國家運作有悠久關係，因此在王國文官中的聲望最高，昴形容為王選的種子選手。對於王國過度仰賴龍之庇護存有疑問，於王選時表示自己若成為王後，便會中止與龍之間的盟約。
個性凜嚴端正，有巾幗不讓鬚眉的王者器量，與人勇敢精悍的威壓感。其一貫光明磊落的言行令昴曾表示「如果在遇見愛蜜莉雅前先遇到庫珥修，肯定會心甘情願成為其下屬，為其奮鬥。」
擁有「風視的加護」，可以解讀常人不可見的風向。將此能力應用於人的身上，能夠讀出其情感的風向，進而判斷其言語是否為謊言。魔法性質為風屬性，結合自身劍技與魔法後可以使用無視距離的斬擊「百人一太刀」，是庫珥修的成名絕技。
第三章中，王選會後基於與愛蜜莉雅方面的約定，讓昴與雷姆留在宅邸以客人之禮招待，並讓昴接受菲莉絲的治療。白鯨討伐戰後，同意與愛蜜莉雅方締結對等同盟，同時令菲莉絲與威爾海姆協助昴前去討伐魔女教「怠惰」司教。白鯨討伐戰結束後返回王都途中遭遇『強欲』司教雷格魯斯及「暴食-美食家」司教萊伊的襲擊，被吞噬記憶。
第五章中，應安娜塔西亞之邀前往水門都市集會，在魔女教出現時領導都市廳舍奪回戰，與昴和「色慾」司教交戰並被施以無人能解的龍之血詛咒。
菲利克斯·阿蓋爾（Felix Argyle，聲：堀江由衣）
簡稱菲莉絲（Ferris）。有著輕飄飄的服裝和可愛舉動的貓耳偽娘。與庫珥修關係很好，年齡為19歲（第三章至第四章）→20歲（第五章後），身高為172公分，誕生日為1月16日。
近衛騎士團所屬，庫珥修的第一騎士。跟庫珥修是青梅竹馬，討厭昴妄自菲薄的一面。言行舉止各方面都顯得很做作，卻相當適合他。
魔法性質為水屬性，水魔法實力可稱大陸第一，不只擅長使用回復魔法，也是現在王國水屬性最高魔法使「青」之稱號擁有者。可以通過水魔法操縱人體內的水流對人體機能造成破壞，亦可在一定程度上利用水魔法對人進行洗腦和操控。
第三章中，王選會與愛蜜莉雅一方簽訂契約，幫助治療昴受傷的門。並在後續與昴的同盟中一同前往討伐白鯨與『怠惰』。
第五章中，隨庫珥修前往水門都市，魔女教突然出現時即隨當主參加都市廳舍奪還戰，在都市奪回戰時原先是擔當回復的非戰鬥員，但遇上前來偷襲的『色慾』司教，和安娜塔西亞及阿爾共同禦敵，逼退『色慾』司教。
『劍鬼』威爾海姆·范·阿斯特雷亞（Wilhelm van Astrea，聲：堀内賢雄、石川界人〔青年期〕）
有著一頭白髮與大量傷痕的老人，劍術高超。本人形容自己並不具備相關才能，靠的僅是持續揮劍半輩子的苦練不懈。年齡為61歲（第三章至第四章）→62歲（第五章後），身高為178公分，誕生日為5月7日。
深愛著妻子，談論夫妻之間事情時的那份率直讓昴都退避三舍。經過鍛鍊的肉體以及身上散發出的霸氣非同常人。
出身自露格尼卡王國北境的沒落貴族「特利亞斯家族」，14歲時已是領地中最高超的劍士。同年因理想不被兄長所接受，憤而攜劍離家出走，因「亞人戰爭」而有機會參軍。在戰場上無視友軍的存在暴走，衝入敵陣掀起腥風血雨後回歸。因精湛的劍技與使人忌諱的畏懼而被稱為『劍鬼』——穿梭戰場，僅在斬人之時方會展顏的劍術之鬼。
其後被軍方強迫休假、至王都的廢城區域練劍時，邂逅了當時的『劍聖』特蕾西亞，並在接下來的日子中逐漸瞭解彼此並改變自己揮劍的心態。在得知特蕾西亞『劍聖』的身份後從軍中消失，直至戰爭結束後的敘勳儀式上，突然出現並擊落特蕾西亞手中的儀式之劍，承諾繼承其持劍的理由而結為連理，在『劍聖』家系中居於末席。
14年前王國發動白鯨討伐戰，想代替特蕾西亞參與，卻因被她斬傷左肩及受命尋找王國皇家失蹤的血脈而作罷，之後因特蕾西亞原有的『劍聖的加護』在激戰中突然被轉移至萊因哈魯特身上而戰死，遂認為這是劍神對一度捨棄劍嫁給自己的妻子所施加的懲罰，從此與『劍聖』家系劃清界線，在接下來的十餘年間改用原名「威爾海姆·特利亞斯（Wilhelm Trias）」，同時持續尋找為妻報仇的機會。
第三章中。因與庫珥修有相同的目標而加入其麾下，在成功討伐白鯨後，為了報答遂隨昴一起討伐『怠惰』。
第五章中，隨庫珥修前往水門都市，都市廳舍奪回戰發現女屍兵真正身份為其亡妻特蕾西亞。與加菲爾組成『色慾』司教攻略組，但再度遇上特蕾西亞並進行決鬥。因海因格的出現，不忍在其面前殺死其母特蕾西亞，而被重傷。特蕾西亞最後被萊因哈魯特所殺，其臨終之際陪伴在左右，並首次向特蕾西亞道出愛意。

### 安娜塔西亞方陣營
安娜塔西亞·合辛（Anastasia Hoshin，聲：植田佳奈）
五位女王候補者之一，名字取自一顆繞太陽運轉的小行星「Anastasia」，簡稱「安娜」。
有著淡紫色的柔軟頭髮、淺藍色的圓眼與稚氣未脫的外表，身穿白色洋裝的可愛少女，年齡為22歲（第三章至第四章）→23歲（第五章後）。現任合辛商會的會長，身高155公分，誕生日為3月10日。
出身於卡拉拉基的最下層，被里卡多所帶出並介紹到酒館工作，進而在酒館中被忠甸商會的會長發掘其才能而進入商界。擁有驚人的學習天賦，能在不識字的前提下，僅花兩周的時間便學會文字。憑藉著卓越手腕最終將卡拉拉基的留希卡商會買下並改名。
憧憬被世人所讚頌的英雄「荒地合辛」，因此商會以及自己姓氏上都用了合辛之名。自稱有著強烈的貪婪之心，想擁有一個屬於自己的國家，成為王選後補也是如此。因先天缺陷無法使用魔法。
第三章中，曾在昴求助時隱晦的教導昴「談判」的技巧。後因商人的利益與夢魘，派出鐵之牙的一半和庫珥修聯手對付白鯨。白鯨討伐戰結束後，派出剩下的鐵之牙協助昴消滅魔女教之一『怠惰』司敎。
第五章中，邀請所有王選勢力前往水門都市集會，意外遭遇魔女教的突襲。刺激因王選勢力聯合軍損傷嚴重陷入自責的昴重新振作，並對昴坦承自己身邊也有人工精靈存在的秘密。都市奪回戰中，被艾莉多娜附身，布計安排菲莉絲與阿爾聯手抵抗前來偷襲都市廳舍的「色慾」司教，逼退『色慾』司教。
第五章末端，由於不明原因，安娜塔西亞本體精神陷入深層沉睡，無法與艾莉多娜互換主導權，暫由艾莉多娜主導身體。
第六章中，艾莉多娜道出安娜塔西亞沉睡原因，艾莉多娜主導身體時安娜塔西亞沉睡在自己的「歐德（靈魂）」中，在「歐德」中是不會受外界干涉，因此不受權能影響。在水門都市奪回戰時時察覺到由里烏斯的「名字」被食，不想忘記由里烏斯而不願從「歐德」離開，因而陷入沉睡。在由里烏斯與雷德的決戰中，經艾莉多娜鼓勵後甦醒，並向已遺忘的由里烏斯打氣。戰鬥結束後，重新認識由里烏斯並認定為其是自己的騎士。
艾姬多娜（Echidna）
擬態為安娜塔西亞衣領圍巾的白色狐狸人工精靈，被昴暱稱為艾莉多娜（Eridna）。
除了名字外，語氣、性格、聲音也被昴認為和『強欲魔女』艾姬多娜極為相似。但沒有除名字之外關於從前的任何記憶與知識，和魔女艾姬多娜的關係不明。和安娜塔西亞之間沒有契約關係，在操控安娜塔西亞身體的情況下，能夠使用陽屬性魔法進行攻擊。
第五章中都市奪回戰中，附身安娜塔西亞，布計安排菲莉絲與阿爾聯手抵抗前來偷襲都市廳舍的『色慾』司教，並將『色慾』司教活埋。由於不明原因，安娜塔西亞本體精神陷入深層沉睡，無法與安娜塔西亞互換主導權，暫由艾莉多娜主導身體。
第六章中，主導安娜塔西亞身體的艾莉多娜與昴一起前往監視塔，尋找令安娜塔西亞本體精神甦醒的方法。在半途與昴一同和其他人失散並遭遇魔獸「餓馬王」，最終得與眾人會合並加入進入大圖書館的資格試煉。實際上知道安娜塔西亞沉睡的原因，雖然艾莉多娜也忘記由里烏斯，但她大概猜到事情真相。見證了由里烏斯和雷德的決戰，鼓勵了安娜塔西亞甦醒，最終成功歸還主導權。
『最優秀騎士』由里烏斯·尤克歷烏斯（Julius Euclius，聲：江口拓也）
尤克歷烏斯家族的長子，近衛騎士團所屬，安娜塔西亞的第一騎士。年齡21歲（第三章至第四章）→22歲（第五章後），身高179公分，誕生日為7月7日，誕生花為「睡蓮」，花語：純淨的心。
有著端正的外表和優雅的舉止、高貴的出身和穩固地位的出色騎士。在露格尼卡王國近衛騎士團中地位僅次於團長馬可仕。
論劍術、以及家世跟實績都有著出色的表現，在眾多的騎士當中被稱為「最優秀騎士」。劍技、魔法的本領優秀，也受到其他騎士們的深厚信賴。武器為彩虹劍「庫拉里斯塔」，將自身劍技配合魔法運用，為由里烏斯的原創魔法劍技。
擁有「誘精的加護」，能與精靈親近、談話、共享視野。與6個屬性的準精靈契約了十年以上，分別是火屬性的伊亞、水屬性的庫亞、風屬性的亞蘿、土屬性的伊庫、陽屬性的茵與陰屬性的涅絲，是個能夠使用全屬性精靈術的精靈騎士，準精靈們的性別全是女孩子。
第三章中，王選會場上認為昴的行為輕視了近衛騎士團，與昴展開「騎士模擬戰」，並痛打了昴一頓（其實是扮黑臉保護了昴），後因此事被關禁閉。因為暗戀著自己的主人，但迫於地位不同未表白，十分羨慕昴可以當著眾人面表白的勇氣。白鯨討伐戰結束後與昴會合進行怠惰殲滅戰，並命令自己的微精靈伊婭私下保護昴。在第四次死亡回歸中，應被附體的昴要求親手割開昴的喉嚨。最終和昴精神合體合作對戰怠惰展示出了兩人極高的相互信任，成功擊潰怠惰。
第五章中，隨庫珥修前往水門都市，在魔女教突然出現時加入都市廳舍奪還戰，與「暴食-惡食」司教羅伊決戰。後來在水門都市奪回戰裡與里卡多擔當「暴食-惡食」司教羅伊攻略組。激戰後敗北，並被奪走名字（除昴以外的人忘了其存在）。
第六章中，昴前往監視塔，協助昴度過途中難關但也因故與昴失散，最後在監視塔會合。昴進入16次死亡回歸後，在『暴食』司教進攻監視塔之時，迎戰附身在「暴食-惡食」司教羅伊的雷德，戰鬥中開花結果，重新契約使準精靈進化為精靈，雙方使出最後一擊時羅伊的肉體無法承受雷德的力量而崩潰，雷德承認了由里烏斯後消失，最終活捉「暴食-惡食」司教羅伊。
約書亞·尤克歷烏斯（Joshua Euclius，聲：石毛翔彌）
由里烏斯的弟弟，同樣從屬於安娜塔西亞，年齡17歲，身高175公分。對哥哥充滿欽慕。
第五章中，被「暴食-惡食」司教羅伊同時奪去名字與記憶。

#### 鐵之牙
從屬於安娜塔西亞的私設傭兵團，成員多為獸人，基於其主君的商業背景而精於算計。
里卡德·威爾金（Ricardo Welkin，聲：乃村健次）
有著深褐色體毛、狼的長相、超過2米的身高以及一副強壯體格的高大犬型獸人，操著卡拉拉基腔的大嗓門。年齡39歲，身高206公分，體重140公斤以上。誕生日為1月12日。
效忠安娜塔西亞的私設傭兵團「鐵之牙」團長。性格單純豪爽，與兇惡外表相反的很有親和力，能迅速跟他人打成一片，不羈的言行下總是關心著周圍的人，亦能發揮領袖風範激勵他人提升士氣。作為家人愛著安娜塔西亞和帕爾巴頓三胞胎等「鐵之牙」的團員們、期待著由里烏斯的未來，像是大家的老爹一般，心靈及實力上都是整個陣營的中流砥柱。
沒有魔法才能和加護，僅靠敏銳的野性本能、與生俱來的身體能力與豐富的臨敵經驗配合出強悍的戰鬥力，「鐵之牙」當之無愧的最強者。
原為奴隸的身分，在獲得自由後仍留下項圈作為警惕，而項圈最終被安娜親手拆下。曾將年幼的安娜從髒兮兮的小巷子中帶出，並將她介紹到熟悉的酒館中工作。在安娜加入忠甸商會後，因擔心安娜的安全而追至商會，並以欠缺武力安全為由跟著加入商會，自此跟隨在安娜身邊。
對外自稱不小心長太壯的犬人族，實際上是被稱為「狼王人」的狼人族少數遺族，謊稱種族似乎是為了避免其稀有性被不肖人士盯上，關於此種族詳情尚不明朗。對「鐵之牙」內部並無隱瞞此事。
第三章中，率「鐵之牙」加入白鯨討伐隊，隨後協助昴打敗『怠惰』司教。
第五章中，原先在它地執行其他工作，於大罪司教佔領水門都市後抵達。加菲爾因蜜蜜重傷而自責時，展現兵團長的氣魄重新激起他的鬥志。在都市奪回戰中與由里烏斯聯手擔任「暴食-惡食」司教羅伊攻略組，激戰中為掩護由里烏斯遭斬斷右手，隨後被擊倒而敗北。經過治療後保住性命，缺失的手臂卻莫名從戰場消失而無法帶回來接上，於是右臂裝上鐵彎鉤以繼續戰鬥。
蜜蜜·帕爾巴頓（Mimi Pearlbaton，聲：藤井幸代）
效忠安娜塔西亞的私設傭兵團「鐵之牙」副團長，貓的獸人少女。作為安娜塔西亞的護衛與其一起行動。年齡15歲（第三章至第四章）→16歲（第五章後），身高135公分。身高不及昴的腰身，幼小且個性天真的獸人少女，但戰鬥實力在鐵之牙中僅次於團長里卡德，有兩個弟弟。擁有「三分的加護」，能夠與兩個弟弟分享傷害、痛苦與情感。
對加菲爾十分有興趣，只要加菲爾在就會纏著他，是加菲爾最大剋星之一。
第三章中，在昴第四次死亡回歸中登場，活躍於白鯨與『怠惰』的討伐戰役中。第五章中，隨安娜塔西亞前往水門都市，與加菲爾遭到突然出現的魔女教襲擊，一度被「死神的加護」重傷。
黑塔羅·帕爾巴頓（Hetaro Pearlbaton，聲：潘惠美）
效忠安娜塔西亞的私設傭兵團「鐵之牙」副團長，貓的獸人少年，年齡14歲（第三章至第四章）→15歲（第五章後），身高135公分。在作戰時於傭兵團於後方負責指揮調度，為鐵之牙的實質指揮官。很照顧姐姐咪咪，同樣擁有「三分的加護」。
第三章中，在白鯨討伐戰登場，隨庫珥修回王都時遭遇魔女教徒但幸運躲過一劫。第五章中，隨安娜塔西亞前往水門都市。
堤碧·帕爾巴頓（Tievy Pearlbaton，聲：下和田裕貴）
效忠安娜塔西亞的私設傭兵團「鐵之牙」副團長，貓的獸人少年，年齡14歲（第三章至第四章）→15歲（第五章後），身高135公分。擔任傭兵團的會計、參謀職，作為安娜塔西亞的左右手。個性我行我素。同樣擁有「三分的加護」。
第三章中，隨由里烏斯加入「怠惰」殲滅戰。第五章中，隨安娜塔西亞前往水門都市。

### 普莉希拉方陣營
普莉希拉·跋利耶爾（Priscilla Barielle，聲：田村由香里）
五位女王候補者之一。是一名橙色頭髮，身材姣好的美人。在丈夫萊普·跋利耶爾死後繼承了跋利耶爾家，曾走過七次紅毯，被稱為「血色新娘」。年齡為19歲（第三章至第四章）→20歲（第五章後），身高為164公分，誕生日為9月7日。
自稱「妾身」，言行舉止雖不離正道，但十分乖張辛辣，處處顯露極端傲慢及自信。宣稱世上一切都是依照對她自己有利的方向在行進。討厭毫無尊嚴，搖尾乞憐的人。
擁有「太陽的加護」，在白天會有各式各樣的行動補正。魔法性質為陽屬性，武器是被她稱為「日輪」的陽魔法劍，結合其加護展現出優秀的陽魔法才能，單論戰鬥力應是王選候補人之中最強。
原是帝國的皇族，原名普莉西卡·班奈狄克。兄弟姐妹為了爭取皇位互相殺害，與皇兄文森特之間感情較為深厚，兄弟姐妹爭取皇位時文森特設計下毒想讓普莉西卡退出選帝儀式，讓亞拉基亞使普莉西卡中毒。普莉西卡成功通過假死退出了選帝儀式，讓之前曾為普莉西卡已死的替身作為互換來埋葬。之後普莉西卡改名普莉西拉·跋利耶爾，不知情的人都以為普莉西卡已死（實為第八章結尾死亡）。
第三章中，到王都參加王選時與混混產生紛爭時與昴接觸，之後以認為有趣為理由，帶領昴進入王城參加王選。知曉昴跟阿爾都是來自異世界，被阿爾教會一些英語單詞。
第五章中，不請自來強勢介入安娜塔西亞在水門都市所發起的王選勢力集會，於都市奪回戰中與「歌姬」莉莉安娜聯手對抗『憤怒』司教，在莉莉安娜破解『憤怒』司教權能後，成功擊敗『憤怒』司教。本人是懷抱殺意使出最後一擊，但「憤怒」司教沒被殺死，因不想再去殺同一個人兩次而放過了『憤怒』司教。
第八章中，和眾人應對多娜復製體斯芬克斯被抓進異空間，將被滅團之際主動召喚太陽劍焚燒自己和異空間，最後把自己做成屍兵參戰直至勝利，在阿爾臂膀中化成灰消散。
阿爾迪巴蘭（Aldebaran，聲：藤原啓治〈第一季〉／關智一〈遊戲、第二季起〉）
名字取自金牛座主星之一「Aldebaran」，阿拉伯語意為「跟隨昴宿者」。
簡稱阿爾。普莉希拉的騎士，總是帶著頭盔的獨臂騎士，武器是一把青龍刀，一直帶著頭盔是為了掩飾臉上的傷痕，年齡約40歲，身高為172公分。
本是佛拉基亞帝國的劍奴，具備強壯的肉體及嫻熟的武技，言行舉止雖然讓人感覺是個身經百戰和沉穩歷練的人，卻也是個態度輕薄又有著飄飄然氣質的怪人。
在第五章的言行舉止中，透露出疑似單方面認識或接觸過大罪魔女以及某位大罪司教，並知情『暴食』司教的能力。
在短篇集中，阿爾和修爾特因利益關係私底下投靠了萊普‧跋利耶爾，最後在選擇背叛萊普·跋利耶爾的修爾特質問下，承認自己也喜歡普莉希拉，為了保護快被萊普殺死的修爾特，用劍氣和不明的壓迫感嚇得萊普像植物人一樣。弄巧成拙的幫普莉希拉得到丈夫的所有遺產。雖然不明白為什麼喜歡普莉希拉但願意守護在其身邊。
第三章中，在初次與昴見面時，從他的說話方式和用字判斷他跟自己來自同樣的世界，因此對他很友好，稱昴為兄弟。在昴某個輪迴中，把雷姆錯認成拉姆，儘管雷姆糾正，但是阿爾仍然堅信那是拉姆，並且告訴"拉姆"不要說蠢話。再雷姆再一次糾正後，阿爾詢問以再次確認眼前的是雷姆而非拉姆。在得知那是雷姆後，阿爾開始關心拉姆是否仍然活著，當得到拉姆仍然活著的資訊，阿爾表現出暴怒的狀態，但是很快克制了自己。在雷姆和菜月·昴從普莉希拉府邸離開後，阿爾這樣自語"開什麼玩笑。那個是這樣嗎……我都要反胃了。"。
第五章中，隨普莉希拉前往水門都市。在都市廳舍奪回戰時，打開水門都市大門使都市被水半淹，暗殺除奇利塔卡外其餘「十人眾」以免洩漏「魔女遺骨」情報（因此『憤怒』司教捉到奇利塔卡後沒殺死他，此舉間接救了奇利塔卡一命），也殺死了大量的魔女教小兵。在都市奪回戰時原為『憤怒』司教攻略組，後來轉變為和安娜塔西亞及菲莉絲合力抵禦趁主力不在偷襲都市廳舍的『色慾』司教，將『色慾』司教逼退。
第九章中，因為普莉希拉之死，而開始執行廢棄已久的「將菜月昴從這個世界抹除」的任務，騙昴一行帶他們去賢者塔（其中還有菲魯特陣營的），偷襲封印了昴和碧翠絲（知道抹除昴絕不能用殺死的方法）。使用自己的死者之書奪舍了神龍，把其他人全部擊敗。現與接到傳話並飛奔到塔的萊茵哈魯特對戰中。
修爾特（Schilt，聲：河瀨茉希）
被普莉希拉保護的孤兒少年，年齡為11歲→12歲，身高為130公分。因為曾經是孤兒貧窮和一無所有，作為普莉希拉的僕人行動。
在短篇集中接受了萊普的利益條件，但知道萊普要計劃用咒術控制以後登上王位的普莉希拉，無法接受心裡喜歡和敬愛的普莉希拉被人奪走意識而控制，選擇反抗萊普。在要被萊普的法術殺死時質問阿爾是不是也喜歡普莉希拉，覺悟阿爾阻止萊普的施法，撿回了命最後願意侍奉和服侍心裡喜歡和敬愛的普莉希拉。

## 魔女教
崇拜「嫉妒」魔女並且否定除了「嫉妒」魔女以外的大罪魔女，四處為惡且神出鬼沒的宗教組織，由被稱為「大罪司教」的人們所率領。魔女教只承認「嫉妒」魔女，但會聽從幕後黑手「虛飾魔女」潘朵拉的指示。大罪司教有六個席次，他們的外號取自於遭「嫉妒」魔女吞噬的其他六名大罪魔女：「怠惰」、「強欲」、「暴食」、「憤怒」、「色慾」、「傲慢」。另外根據讀者問答Q&A，作者表示每個大罪司教都會有自報自己的名號的習慣。
每個大罪司教都有屬於自己的福音書與權能。福音書是他們的總體行動的指示綱要書目。權能則是司教與魔女因子結合時獲得的特殊能力。大罪司教的名字都與昴原來世界的天體名稱極為相似，權能內容則似乎與此天體名稱的語源意義高度相關。
「嫉妒」魔女的意志並不直接與魔女教的行動相關，但因魔女教的總目的就是復活「嫉妒」魔女，福音書所顯示的未來是否與「嫉妒」魔女全然無關目前仍屬未知，且不少行動幕後有「虛飾魔女」潘朵拉在幕後指示。
根據讀者問答Q&A，作者表示：大罪司教空席是常有的事，在當代「暴食」司教三兄妹繼承「暴食」的席次之前，「暴食」司教有很長一段時間是空席；「怠惰」司教貝特魯吉烏斯、「強欲」司教雷古勒斯、「憤怒」司教敘呂厄斯這三位司教比較特別，之所以長生是因為權能的關係；其餘司教則是不斷的替換輪流給世界添麻煩，也有因壽命本身而死亡的大罪司教。
讀者問答Q&A，讀者提問當代的「暴食」司教有三人，是屬於特殊情況？作者的回答是：「暴食」是特殊的？我有這樣說過嗎？
讀者問答Q&A，讀者提問大罪司教的生日，作者的回答是大罪司教在故事中的定位是絕對的惡，因此設定中大罪司教沒有生日，避免在現實世界有人與大罪司教同一天生日。
作者表示，「怠惰」司教貝特魯吉烏斯是大罪司教裡面最正經的存在，也是唯一可以進行溝通的大罪司教，只要順著他的意，對話就能夠成立，也能與他友好的進行溝通，其餘的大罪司教不是可以正常溝通的對象，甚至連對話本身都無法成立。菜月昴則是評價大罪司教都會固執遵從自己本身扭曲的價值觀和生存方式，並且表現在行為方面，即時面臨生命危險也是一樣，某種程度可以信任他們扭曲的行動模式不會發生變化。所以能夠隨機應變，靈活的面對困境的人基本上無法成為大罪司教。
Web版第六章第60話，「暴食」司教之一的「飽食」露伊·阿爾尼普向菜月昴表示大罪司教基本上沒有同伴意識，只不過是都被全世界討厭的人，而魔女教則只是集合這些人的集團；並且所謂的大罪魔女和大罪司教，基本上是一樣的，只是稱呼不同而已，都是被魔女因子選上的存在，只是因為時代和立場的不同，而被冠以不同的稱呼，僅此而已。
由於前代「傲慢」司教死亡，本傳故事開始時「傲慢」司教已經空席將近40年，不過在網路版第六章第75話，「暴食」司教之一的「飽食」露伊·阿爾尼普表示「怠惰」司教貝特魯吉烏斯先前提到「傲慢」因子已經傳送到了，當代「傲慢」已經誕生，六個大罪的席次已經填滿；在第三章「怠惰」司教貝特魯吉烏斯·羅曼尼康帝和第六章「暴食」司教之一的「飽食」露伊·阿爾尼普認為菜月昴是當代「傲慢」。
隨著本傳故事的推進，「怠惰」司教、「強欲」司教和「暴食」司教萊伊相繼被討伐，其魔女因子也轉移到昴身上(暴食因子尚未確認)。「憤怒」司教和「暴食」司教羅伊則被活捉。「暴食」司教露伊喪失記憶。「色慾」司教在第五章從水門都市撤退後下落不明。
『怠惰』貝特魯吉烏斯·羅曼尼康帝（Petelgeuse Romanee-Conti，聲：松岡禎丞（日本）；何家裕（香港））
名字取自獵戶座主星之一「Betelgeuse」，其阿拉伯語意為「巨人之手」。
大罪司教之一，外號「怠惰」，年齡402歲，身高180公分，是一名地屬性精靈，曾經領導魔女教中的穩健派。說話方式及舉止態度都是不折不扣的狂人，興奮時甚至會咬破自己的手指。
實體是不斷轉移肉體的魂魄。當原先使用的肉體毀壞時，能單方面奪取鄰近符合條件之人的肉體，被懷疑藉此不斷續命。
本名修斯·羅曼尼康帝（Geuse Romanee-Conti），是愛蜜莉雅的養父。百年前經常帶領溫和派的魔女教徒幫助被世人所排擠的妖精村落。直至遭受「虛飾」魔女潘朵拉率眾襲擊時，面對來襲的「強欲」司教雷格魯斯·柯尼亞斯和「虛飾」魔女潘朵拉，在自知不敵的情況下從懷裡拿出魔女因子強行融入身體，因潘朵拉以權能設下圈套使其誤殺了福爾圖娜（愛蜜莉雅的養母）致使精神崩潰而被帶走，再次出現時已成為「貝特魯吉烏斯」癲狂的模樣。
雖然是「怠惰」擔當，行動卻異常「勤勉」，在魔女教世俗的活動紀錄中是最為活躍的大罪司教，致力於復活「嫉妒」魔女。
在讀者問答Q&A中，讀者提問大罪司教空閒時間都在做什麼？作者回答：「怠惰」司教一直都很忙，基本上沒有空閒時間。
在讀者問答Q&A中，讀者提問『怠惰』司教貝特魯吉烏斯的不可視之手很方便，他是否會把不可視之手用在日常生活中？作者回答：貝特魯吉烏斯只會把不可視之手用在戰鬥中，日常生活諸如打掃、泡茶……等等則是貝特魯吉烏斯會親自用自己的雙手進行。
在讀者問答Q&A中，讀者提問假如大罪司教和大罪魔女戰鬥，結果如何？作者回答：假如『怠惰』司教貝特魯吉烏斯對上『怠惰魔女』賽赫麥特，最後結果是『怠惰魔女』的壓倒性勝利。
從第五章「強欲」司教對「怠惰」的想法，和讀者問答Q&A作者的回答可知：就算是已經被潘朵拉洗腦的怠惰司教「貝特魯吉烏斯」，在大罪司教裡面，與「強欲」司教雷格魯斯的關係也是特別惡劣彼此互相厭惡。
作者表示「怠惰」司教是大罪司教裡面「最弱最正經」的存在。「怠惰」司教是大罪司教裡面綜合戰力最弱的；而且跟其他大罪司教相比，「怠惰」司教是唯一能夠正常溝通的對象，只要能順著「怠惰」司教的意，對話就能夠成立，也能友好的溝通。
第三章中，根據福音的提示率領其手下前往梅札斯領襲擊銀髮半妖精的愛蜜莉雅，測試她是否有資格成為復活魔女的容器。在菜月昴與庫珥修和安娜塔西亞陣營三大勢力成功結盟後，被聯合討伐隊逼至絕境，所有能成為復活容器的「指頭」被殺光。被由里烏斯斬殺，但魂魄仍能藉由不可視之手驅動屍身繼續行動，最後在昴所乘的龍車車底被輾至灰飛煙滅，「怠惰」因子也轉移到昴身上。
在第三章認為昴是當代「傲慢」，在網路版第六章第75話，「暴食」司教之一的「飽食」路伊·阿爾尼普也表示「怠惰」司教貝特魯吉烏斯先前提到「傲慢」因子已經傳送到了，當代「傲慢」已經誕生，六個大罪的席次已經填滿。
權能：不可視之手
「不可視之手」是操縱數隻到數十隻無法被一般人看見、行動緩慢的隱形之手
怠惰(僅web版擁有)
「怠惰」則能污染敵人精神，使之失去戰意並發狂（昴稱為精神污染）。
指頭（聲：日笠陽子〔貝特子〕、家中宏〔凱堤魯吉烏斯〕、金元壽子〔貝特美〕、飛田展男〔卡繆魯吉烏斯〕、小林裕介〔昴其烏斯〕）
將植有特殊術式的十位魔女教徒稱作「指尖」，作為隨時轉移肉身的準備。被聯合討伐隊殺光。
『強欲』雷古勒斯·柯爾尼亞斯（Regulus Corneas，聲：石田彰）
名字取自獅子座主星之一「Regulus」，其拉丁語意為「王子」或「小國王」，阿拉伯語意為「獅子之心（Qalb Al Asad）」。
大罪司教之一，外號「強欲」（貪婪），是一名白髮，身形細瘦的少年，五官端正，身高173公分，只看外表給人的整體感覺相當平凡，有如路人一般，如果沒有報上名號，大概不會有人把他聯想成是大罪司教。實際上個性自私殘忍，心胸狹隘，說話時不但話長，而且仔細去瞭解他的言語就會發現內容空泛，沒有任何的實際意義，小說第19卷菜月昴評價如此沒有人格魅力的人簡直是空前絕後。
曾於百年前為了迎接「新娘」而隨「虛飾」魔女還有魔女教的激進派成員襲擊愛蜜莉雅居住的妖精部落。後來被潘朵拉使用權能送回自己的宅邸。
在讀者問答Q&A中，作者表示：雷古勒斯是大罪司教裡面綜合戰力最強的存在，甚至凌駕於除去「嫉妒」魔女之後戰力最強的「怠惰」魔女，而且作者也表示如果全部大罪司教和除去「嫉妒」魔女外的其他六個大罪魔女彼此混戰，最後的結果是雷古勒斯站到最後獨自贏得勝利。
不過去除權能之後雷古勒斯本身的武力和智商是在一般人的平均值之下，也因此在小說第19卷的時候萊因哈魯特面對雷古勒斯無法拔出龍劍「雷德」，因為龍劍不承認雷古勒斯是值得出鞘的對手；甚至在權能遭到昴等人破除後，被昴評價為只有攻擊力是最強的雜魚。
在讀者問答Q&A中，讀者提問大罪司教空閒時間都在做什麼？作者回答：「強欲」司教在空閒時間會與他的「新娘」玩後宮遊戲。
在讀者問答Q&A中，讀者提問假如大罪司教和大罪魔女戰鬥，結果如何？作者回答：假如『強欲』司教雷古勒斯對上『強欲魔女』艾姬多娜，最後結果是『強欲』司教的壓倒性勝利。
在大罪司教裡面與「怠惰」司教「貝特魯吉烏斯」關係特別惡劣彼此互相厭惡；在第五章當著昴和愛蜜莉雅面前唾罵「怠惰」司教垃圾，並斥責無論是成為大罪司教前，還是在這之後，從沒做好過一件事。
第三章最後，與「暴食」大罪司教萊伊一同前往察看白鯨之死，遭遇並襲擊庫珥修和雷姆返回王城的車隊，打斷了庫珥修的一隻手。
第五章中，強擄愛蜜莉雅並要求她成為眾「新娘」之一，後來迎戰王選勢力「強欲」司教攻略組，被昴看穿權能具體效果，於是愛蜜莉雅把「新娘」全部冰封。其後昴發現「獅子的心臟」在愛蜜莉雅的心臟上，之後被昴使用權能「不可視之神意」捉住「獅子的心臟」，迫使「獅子的心臟」回歸本體自身，最後在愛蜜莉雅配合下遭到萊因哈魯特打敗，悲慘地淹死在水門都市地底，「強欲」因子也轉移到昴身上。
截至第八章為止，雷古勒斯是昴不需要經歷死亡回歸，就將其一次成功擊敗的大罪司教。
權能：獅子的心臟
除與生俱有的心臟外，會多出一顆被稱為「獅子的心臟」的小型擬似心臟。雷古勒斯可對自己或接觸到的事物發動「獅子的心臟」，「獅子的心臟」會使雷古勒斯自身和所接觸到的一切物質時間靜止，並自靜止那一刻就保持不變的狀態。權能作用於自己時將使自己青春永駐、不受物理法則干擾、免疫任何物理與魔法攻擊，達成真實意義上的無敵。作用於物質時，能讓拋出的物質保持初速持續的運動下去，並且無視任何防禦與干擾、平等的貫穿接觸到的任何物體直到超出權能範圍，形成絕對必殺的一擊。
小國王
「小國王」能無距離限制辨認「國民」位置，以及將「獅子的心臟」放在「國民」身上，讓「國民」代替自己維持心跳。「獅子的心臟」雖然能停止自身時間，但心臟必須要跳動來維持性命，因此雷古勒斯必須將「獅子的心臟」放在「國民」身上，才能永遠停止自身時間。倘若「獅子的心臟」回到自己身上，會受到生存本能限制（發動權能同時會一併停止心臟的跳動），雷古勒斯最長只能自主停止心臟跳動五秒來維持時間停止狀態。
『暴食』
『美食家』萊伊·巴登凱托斯（Rye Batenkaitos，聲：河西健吾）
名字取自鯨魚座主星之一「Baten Kaitos」，其阿拉伯語意為「鯨魚之腹」。
大罪司教之一，外號「美食家」，掌管「暴食」的其中一人。外型是年紀15歲、矮小、茶色長髮，身高150公分，衣衫破陋且蓬頭垢面的少年。夢想是不斷奪取他人知識，對知識無窮無盡渴求。
在讀者問答Q&A中，讀者提問大罪司教空閒時間都在做什麼？作者回答：「暴食」司教在空閒時間會反覆的回味被自己吞噬的記憶。
在讀者問答Q&A中，作者表示去除權能後，「暴食」司教本身的戰鬥技巧是大罪司教裡面最強的。
在讀者問答Q&A中，讀者提問假如大罪司教和大罪魔女戰鬥，結果如何？作者回答：假如三位『暴食』司教萊伊和羅伊及露伊聯手對上『暴食魔女』達芙妮，最後結果是難分勝負。
第三章最末，與「強欲」大罪司教一同前往察看白鯨之死，遭遇並襲擊庫珥修和雷姆回到王城的車隊，是奪走庫珥修的記憶，以及雷姆的記憶和存在的罪魁禍首。
第五章中，在水門都市中遭遇奧托及「白龍之鱗」的傭兵們與之激戰，並迎擊後援而來的奧托、碧翠絲與菲魯特，因菲魯特真名不詳而被剋制。被菲魯特擊敗後，另一名「暴食」司教露伊附上其身，協助其肉體撤退。
第六章中，透過露伊得知「死亡回歸」和昴來自異世界的事，打算奪取昴的「死亡回歸」，帶同魔獸群進攻監視塔。與拉姆激戰，被拉姆壓倒性實力輾壓，因而在戰鬥中覺醒，初次使用「日蝕」，一度變化為雷姆令拉姆動搖，重創對方，之後被使用「共感」的拉姆擊倒，逃走時被拉姆斬首。目前未知「暴食」因子是否轉移到昴身上。
權能：暴食
「暴食」吞食名字已知的人的名字或記憶，名字被吞者則會被人遺忘存在，吞食順序為先呼喚對方名字，再抽出對方一部分靈魂，然後吞食。
蝕
是「暴食」的演化，分為「月蝕」及「日蝕」：「月蝕」以「記憶」為基礎，取出記憶主人的技能和知識化為己用；「日蝕」以「名字」為基礎，將名字主人的容貌與肉體再現，完美無瑕發揮記憶主人的技能。
『惡食』羅伊·阿爾法德（Roy Alphard，聲：河西健吾）
名字取自長蛇座主星之一「Alphard」，其阿拉伯語意為「蛇的心臟」。
大罪司教之一，外號「惡食」，掌管「暴食」的其中一人。外型與萊伊一樣，身高150公分。
在讀者問答Q&A中，讀者提問大罪司教空閒時間都在做什麼？作者回答：「暴食」司教在空閒時間會反覆的回味被自己吞噬的記憶。
在讀者問答Q&A中，作者表示去除權能後，「暴食」司教本身的戰鬥技巧是大罪司教裡面最強的。
在讀者問答Q&A中，讀者提問假如大罪司教和大罪魔女戰鬥，結果如何？作者回答：假如三位『暴食』司教萊伊和羅伊及露伊聯手對上『暴食魔女』達芙妮，最後結果是難分勝負。
第五章中，為最初在水門都市登場的暴食司教，聯手「色慾」司教伏擊王選勢力聯合軍，先是奪取了約書亞·尤克歷烏斯的記憶和存在，後迎戰由里烏斯和里卡多，並奪去由里烏斯的名字。因消耗過大而撤退，放過敗北的由里烏斯和里卡多。
第六章中，透過露伊得知「死亡回歸」和昴來自異世界的事，打算奪取昴的「死亡回歸」，帶同魔獸群進攻監視塔。與雷德交戰被秒殺，但雷德故意讓其吃掉記憶，但吃掉後羅伊反過來被雷德奪舍身體，令雷德復活。之後雷德借用羅伊身體的雷德與由里烏斯激戰，由於羅伊作為容器無法承受雷德的力量，最終雷德消失，受到致命傷的羅伊回復原狀後被活捉。
第九章被阿爾釋放。
權能：暴食
「暴食」吞食名字已知的人的名字或記憶，名字被吞者則會被人遺忘存在，吞食順序為先呼喚對方名字，再抽出對方一部分靈魂，然後吞食。
蝕
是「暴食」的演化，分為「月蝕」及「日蝕」：「月蝕」以「記憶」為基礎，取出記憶主人的技能和知識化為己用；「日蝕」以「名字」為基礎，將名字主人的容貌與肉體再現，完美無瑕發揮記憶主人的技能。
『飽食』露伊·阿爾尼普（Rouis Arneb，聲：小原好美）
名字取自天兔座主星之一「Arneb」，其阿拉伯語意為「野兔」。
大罪司教之一，外號「飽食」，掌管「暴食」的其中一人。外型是年紀約十餘歲、矮小、金色長髮，衣衫破陋且皮膚蒼白的少女，身高140公分，作者形容只看外表的話是有如天使般的少女，稱呼萊伊和羅伊“哥哥”。夢想是奪取幸福之人的記憶和名字，將之取替從而扭轉不幸人生，獲得幸福。
在讀者問答Q&A中，讀者提問大罪司教空閒時間都在做什麼？作者回答：「暴食」司教在空閒時間會反覆的回味被自己吞噬的記憶。
在讀者問答Q&A中，作者表示去除權能後，「暴食」司教本身的戰鬥技巧是大罪司教裡面最強的。
在讀者問答Q&A中，讀者提問假如大罪司教和大罪魔女戰鬥，結果如何？作者回答：假如三位『暴食』司教萊伊和羅伊及露伊聯手對上『暴食魔女』達芙妮，最後結果是難分勝負。
從出生到現在靈魂一直被困在「記憶的迴廊」之中，原因不明，只能靠萊伊和羅伊得到食物，但能借用萊伊和羅伊的身體。
第五章末端，借用羅伊身體並透過「日蝕」呈現中年男人形象救下萊伊，成為水門都市最後撤退的大罪司教。
第六章中，將意外闖入「記憶的迴廊」的昴記憶吞食，得知「死亡回歸」和昴來自異世界的事。為了打算二度吞食昴的記憶並取代昴從而奪取「死亡回歸」的能力，使用大兔技能將自身一分為二，把其中一半靈魂注入昴體內，亦是「邪惡昴」的真身。後來失憶的昴再次闖入「記憶的迴廊」，露伊即將二度吞食昴的記憶並取替昴之際，被具現化的雷姆記憶阻止而失敗。後來昴三度進入「記憶的迴廊」，透過死者之書恢復記憶，並與附身在身上的另一半露伊靈魂分裂，隨後因體驗昴二十多次的死亡回歸而崩潰。
在第六章認為昴是當代「傲慢」，在網路版第六章第75話，也表示「怠惰」司教貝特魯吉烏斯先前提到「傲慢」因子已經傳送到了，當代「傲慢」已經誕生，六個大罪的席次已經填滿。
第六章末端，「暴食」司教進攻告一段落後，因不明原因獲得了肉體，其後「嫉妒」魔女黑影來襲，將昴、雷姆、「暴食」司教露伊吞沒，被傳送到佛拉基亞帝國。
第七章中，與昴、雷姆一起行動，變得失智，不懂說話，精神年齡如同小孩，且身上不再纏有魔女瘴氣。昴瀕死時，給予不明力量令雷姆記起回復魔法的用法，成功救了昴的性命。
權能：暴食
「暴食」吞食名字已知的人的名字或記憶，名字被吞者則會被人遺忘存在，吞食順序為先呼喚對方名字，再抽出對方一部分靈魂，然後吞食。除此之外，「暴食」能使用三大魔獸的技能，但因為使出來也沒有意義，所以不會使用。露伊曾使用「大兔」的無限分裂，分裂一半靈魂附身在昴身上。目前為止只有路伊使用過，害怕失去自我的萊伊和羅伊則是不敢使用這個技能。
蝕
是「暴食」的演化，分為「月蝕」及「日蝕」：「月蝕」以「記憶」為基礎，取出記憶主人的技能和知識化為己用；「日蝕」以「名字」為基礎，將名字主人的容貌與肉體再現，完美無瑕發揮記憶主人的技能。
『憤怒』敘呂厄斯·羅曼尼康帝（Sirius Romanee-Conti，聲：安濟知佳）
名字取自大犬座主星之一「Sirius」，為夜空中最亮的恆星，其拉丁語意為「冒著火光之物」。
大罪司教之一，外號「憤怒」。女性，身高168公分，身著長袍，從頭到腳纏滿繃帶，長袍下遭鎖鏈五花大綁，卻也以這些鎖鏈為武器，自稱為「怠惰」司教之妻。行為與情緒極端且瘋狂，心理狀態超乎一般人能承受與想像，被譽為比「強欲」司教更危險的敵人。
權能名稱不明，當與他人感覺共鳴時，能與對方感覺連接，從而強迫他人共有自己的感覺，以及死亡時所有共感的人會同時死亡，沒有範圍和人數限制，能輕易波及整個城市，菜月昴稱之為「洗魂」，另外權能還有未知的能力能使其長生。
另擁有媲美高等魔法的操縱火焰能力，未知是否與權能有關。
在讀者問答Q&A中，讀者提問大罪司教空閒時間都在做什麼？作者回答：「憤怒」司教在空閒時間會畫「怠惰」司教的肖像畫。
在讀者問答Q&A中，讀者提問假如大罪司教和大罪魔女戰鬥，結果如何？作者回答：假如『憤怒』司教敘呂厄斯對上『憤怒魔女』密涅瓦，最後結果是『憤怒』司教的壓倒性勝利。
在讀者問答Q&A中，作者表示去除權能後，「憤怒」司教本身的肉體強度是大罪司教裡面最強的。
第五章中，率先發難襲擊水門都市，後迎戰普莉希拉和莉莉安娜，反被莉莉安娜利用了權能，運用歌聲振奮人心，逼使其中斷權能後被普莉希拉打敗，遭到俘虜。由庫珥修和菲魯特陣營共同押送王都。
『色慾』卡培拉·艾美拉達·露格尼卡（Capella Emerada Lugnica，聲：悠木碧）
名字取自御夫座主星之一「Capella」，其拉丁語意為「雌山羊」。
大罪司教之一，外號「色慾」，性別不明（女性的可能性較高），以本小姐自稱，外型樣貌多變，曾經以黑龍、少女等複數型態出現，身高145公分（可變）。行事殘忍狡猾，輕賤世間一切生命，被昴認為是攻擊水門都市的大罪司教中個性最惡劣的。
由於使用五十年前病逝的王國公主「艾美拉達·露格尼卡」的名字，與她自稱為龍之血的詛咒能力，被懷疑與露格尼卡王族血脈有關。在王族死絕的現在，為王族唯二可能殘存的血脈。
艾爾莎和梅麗所屬的殺手組織仲介人，被稱為「母親」。
體內蘊含龍之血，能以自身之血詛咒別人的能力。
在讀者問答Q&A中，讀者提問大罪司教空閒時間都在做什麼？作者回答：「色慾」司教在空閒時間在XXXXXXX（做不可描述的事情）。
在讀者問答Q&A中，讀者提問假如大罪司教和大罪魔女戰鬥，結果如何？作者回答：假如『色慾』司教卡培拉對上『色慾魔女』卡蜜拉，最後結果是『色慾魔女』險勝。
第五章中佔領水門都市廳舍，與「暴食」司教羅伊聯手伏擊王選勢力聯合軍，命令「亞獸」進攻水門都市，對庫珥修和昴施加連她無法解除的龍血詛咒，以權能將十餘名都市居民變成蠅和一隻黑龍。爾後在王選勢力發動都市奪還戰時，回頭偷襲主力不在的都市廳舍致其全毀，迎戰阿爾時被他使計活埋，但成功掙脫，後來表示已經達成目的而撤退。是水門都市一役遺禍最深的大罪司教。
權能：變異•變貌
夠自由變化自己與他人的外貌，戰鬥時能像水一般任意變化自己部分的身體型態進行攻防，具有極恐怖的再生能力，即使被斷頭或心臟粉碎皆能再生。
前代『傲慢』史泰德·佛拉基亞（Stride Volakia）
初次登場於外傳「劍鬼戀譚」，直到外傳「劍鬼戰歌」揭露持有『傲慢』因子和福音書並且是魔女教大罪司教『傲慢』。佛拉基亞帝國皇室成員，天生體弱多病，在一場大病中喪失生育能力。前代「傲慢」司教，權能未知，本傳故事開始時已經死亡將近40年，也因此導致「傲慢」司教變成空席，「傲慢」因子也下落不明。
在一次生病發燒意識模糊，看到了某種東西，之後認為這個世界是一個類似箱庭的世界，有人在這箱庭世界的外側看戲，也造就了史泰德想要毀滅世界的想法。表示自己只是有著立場和權能的偽造品，不打算像貝特魯吉烏斯一樣信奉「嫉妒」魔女，但是如果將魔女教視為世界破壞者的那一方，那麼自己或許和他們站在同一方。最後被「神龍」波爾肯尼卡殺死。

## 大罪魔女
『嫉妒魔女』莎緹拉（Satella，聲：高橋李依）
名字取自-satellite（後被世人通俗稱為satella）
王國傳說中吞噬曾經在過去世界呼風喚雨的六名魔女，並毀滅一半世界的邪惡人物。最後遭到賢者、神龍及初代劍聖合力封印，一般相信其真身為銀髮半妖精，身高為164公分。
封印地點在王國東方大瀑布附近奧古利亞沙漠中的封魔石之祠，故事開始時已被封印超過400年。由於大瀑布附近的魔力使生物活動能力出現顯著弱化，魔女的瘴氣又不曾減弱消失，因此沒有生命能承受祠內的魔女瘴氣。此外賢者於附近設立監視塔，格殺所有意圖接近的生命。加上瘴氣所生成的魔獸棲息在奧古利亞沙漠全境，因此四百年來沒有任何人接近過封魔石之祠。
「嫉妒魔女」與「莎緹拉」其實是兩個不同的人格，毀滅一半世界與吞噬其他六名魔女等世間傳說的罪惡皆是莎緹拉意志所為，但魔女們憎恨的對象是嫉妒魔女，而非莎緹拉。性格善良天真，與艾姬多娜相比較為傻萌、略帶點病嬌。
嫉妒魔女與莎緹拉都喜歡昴，而嫉妒魔女會在昴與其他女性相處時出現強烈的嫉妒情緒。有著和愛蜜莉雅一模一樣的外貌，在對昴的愛情程度上不遜於雷姆。願意付出自己的一切為了自己愛的人，在昴失落的時候給予鼓勵和支持，由始至終信任著昴。
在400年前一次精心設計的陰謀下，被迫使用與自己適應度不高的「嫉妒」魔女因子能力吸收了自己的6個姐妹，導致失控吞噬了大半個世界，從此背負了400多年的罪名。吞噬掉姐妹的自責與被封印後所受的煎熬，使得莎緹拉內心極為痛苦，期望昴最終能殺掉自己以獲得解脫。害怕自己所愛之人死亡，賦予了他「死亡回歸」的能力，期待最後一刻的解脫。
在讀者問答Q&A中，作者表示：『嫉妒魔女』莎緹拉和『劍聖』萊因哈魯特戰鬥，因為相性的關係，『嫉妒魔女』莎緹拉力量的本質是毀滅世界，『劍聖』萊因哈魯特力量的本質是創造世界，所以和本作中最強戰力『劍聖』萊因哈魯特會一直永無止境的戰鬥下去，雙方都無法殺死彼此不分勝負。
『嫉妒魔女』莎緹拉定位上是比世界根源「歐德・拉格納」更加上位的存在。
動畫第二季上半部結束後，在『為你最喜歡的大罪魔女投票』活動中，人氣獲得第二名3921票。
權能：黑影
是能吞噬一切的「黑影」。
『強欲魔女』艾姬多娜（Echidna，聲：坂本真綾）
名字取自太陽系外小行星「Typhon」的衛星之一「Echidna」，來源是希臘神話中堤豐的妻子艾奇德娜。
抱有無盡的求知欲望，據信在19歳時死亡。魂魄外型是髮色雪白，身著黑色禮服，眼眸深遂，身材纖細的少女。自稱被「神龍」限制在世間對付可能破封而出的「嫉妒」魔女，400年前因「憂鬱魔人」襲擊「聖域」張開結界抵禦，並長眠於「墓地」之中，身高為164公分，誕生日為1月24日。
以滿足知識欲及好奇心為行動方針，戰鬥能力相對知識來說並不優秀，個性腹黑狡詰，言行深不可測。
肉體被封在「聖域」中「墓地」內的魔法水晶裡，魂魄則與其他五名魔女居住在她用魔力建立的「城堡」中，昴與愛蜜莉雅因曾受到招待而見過她的魂魄，但魂魄外型和實際肉體外型顯然有所差距。
第四章中，透過「睿智之書」得知「死亡回歸」，即使「死亡回歸」後發生過的事仍會被記載「睿智之書」中，對因「死亡回歸」而經歷無數平行世界的昴產生興趣，也是第一個聽到昴說出經歷「死亡回歸」的事，希望他與自己訂立契約，利用「死亡回歸」的能力，但被昴拒絕。最後在「聖域」被解放後，她也以琉茲Ω為容器再臨世間。
在讀者問答Q&A中，讀者提問第四章結束時除了「嫉妒魔女」之外的魔女對菜月昴的好感度多高？作者回答：「強欲魔女」艾姬多娜對菜月昴的想法是想欺負他。
在讀者問答Q&A中，讀者提問假如大罪魔女和大罪司教戰鬥，結果如何？作者回答：假如『強欲魔女』艾姬多娜對上『強欲』司教雷古勒斯，最後結果是『強欲』司教的壓倒性勝利。
動畫第二季上半部結束後，在『為你最喜歡的大罪魔女投票』活動中，人氣獲得第一名4386票，成為人氣最高的大罪魔女。
權能：睿智之書
又稱為「世界的記憶」，是一本記錄世間所有情報的書本，連被「死亡回歸」覆蓋的世界亦一清二楚。羅茲瓦爾和碧翠絲所持有的完整版「福音書」，以及大罪司教手持的「福音」，是由她對「睿智之書」進行破解後所製造出來的劣化版本，本人亦稱至今仍未完全破解「睿智之書」的所有術式。
『傲慢魔女』緹豐（Typhon，聲：久野美咲）
名字取自太陽系外小行星「Typhon」，來源是希臘神話中的風暴巨人堤豐。
外型是深綠色頭髮戴藍色髮夾，臉色像蘋果一樣紅，褐色肌膚的小女孩，身高為125公分。
個性如外型般天真，但觀察能力極強。受到身為行刑人的父親所影響，以斷惡人之罪為天職，會毫無罪惡感地去消滅被她判斷是惡人的對象。
權能是對遭其斷罪的對象施以天罰，可以讓人直接失去身體的一部份。
在讀者問答Q&A中，讀者提問第四章結束時除了「嫉妒魔女」之外的魔女對菜月昴的好感度多高？作者回答：「傲慢魔女」緹豐對菜月昴的想法是算是挺中意他。
動畫第二季上半部結束後，在『為你最喜歡的大罪魔女投票』活動中，人氣獲得第七名1888票。
『憤怒魔女』密涅瓦（Minerva，聲：小松未可子）
名字取自小行星帶的小行星「Minerva」，來源是羅馬神話中的智慧女神彌涅耳瓦。
外型是金髮長馬尾，上圍豐滿但身材勻稱，活力十足的少女，身高為155公分。對世界充滿戰鬥與痛苦而感到憤怒，希望終止一切爭端，不容許傷害在自己眼前發生，是心地最善良的魔女。在愛蜜莉雅挑戰「試煉」時代替艾姬多娜擔任最終試煉的裁判(小說版、動畫版)。
權能是破壞後再生，破壞力與再生力成正比，可說是究極的治療。但也因發動此權能違背因果論故需強大魔力，必須強制自世界根源「歐德・拉格納」抽取魔力使用而導致世界魔力突然失衡，所以每次使用能力就會在其他地方發生災難，被間接殺死的人不比她救的人少，而被冠上魔女之名。
在讀者問答Q&A中，讀者提問第四章結束時除了「嫉妒魔女」之外的魔女對菜月昴的好感度多高？作者回答：「憤怒魔女」密涅瓦對菜月昴的想法是對他抱持著複雜的想法。
在讀者問答Q&A中，讀者提問假如大罪魔女和大罪司教戰鬥，結果如何？作者回答：假如『憤怒魔女』密涅瓦對上『憤怒』司教敘呂厄斯，最後結果是『憤怒』司教的壓倒性勝利。
動畫第二季上半部結束後，在『為你最喜歡的大罪魔女投票』活動中，人氣獲得第四名2624票，同時也是被作者投入票選之一。
『暴食魔女』達芙妮（Daphne，聲：東山奈央）
名字取自主小行星帶小行星「Daphne」，來源是希臘神話的寧芙達芙妮，最著名的是阿波羅追求她的故事。
外型是雙眼被眼罩包覆，全身也被束具綁縛，躺在一副會爬行的棺材「百足棺」中，年齡看來不超過十五歲的少女，身高為150公分。
為某個領主為了獲得「不老不死」，使用禁忌實驗而誕生的少女。權能是一雙魔眼，已知左邊魔眼可以讓對象陷入無盡飢餓之中，飢餓感強烈到啃食自己手腳都渾然不知也無從滿足。另一隻魔眼能力則未知。
有永遠不能被滿足的食欲，及無時無刻渴望吃東西的飢餓感。自稱為了解決世間的糧食問題，製造出白鯨，大兔和黑蛇等三大魔獸。
在讀者問答Q&A中，讀者提問第四章結束時除了「嫉妒魔女」之外的魔女對菜月昴的好感度多高？作者回答：「暴食魔女」達芙妮對菜月昴的想法是算是挺中意他。
在讀者問答Q&A中，讀者提問假如大罪魔女和大罪司教戰鬥，結果如何？作者回答：假如『暴食魔女』達芙妮對上三位『暴食』司教萊伊和羅伊及路伊，最後結果是難分勝負。
動畫第二季上半部結束後，在『為你最喜歡的大罪魔女投票』活動中，人氣獲得第五名2564票。
在400年前由『暴食魔女』達芙妮所創造出的三大魔獸。
白鯨
由『暴食魔女』達芙妮所創造出的三大魔獸之一，身長超過50公尺的巨大魔獸，被稱為「霧之白鯨」，隨著霧一同出現的天災。
向四周噴發魔力造成大霧的魔獸，除了一般的霧氣之外，也能夠使出「消失之霧」，將被霧吞噬的人從世界上抹消，周圍的人對此人的記憶都會被消去。
感到危機之時，會分裂成三頭白鯨進行戰鬥
曾經以特蕾西亞為首，所率領白鯨討伐隊，試圖消滅白鯨，但以失敗告終，且特蕾西亞也被遭到殺害。
第三章中，在昴和雷姆與庫爾修聯手之下，最終由威爾海姆所消滅。
大兔
由『暴食魔女』達芙妮所創造出的三大魔獸之一，拳頭大小的兔型魔獸，群聚行動。
擁有無法填滿的食欲，外表可愛，性格殘暴，會不停獵殺周圍的生物，若是將他們吞盡，將會前往下個地方特別是有魔力較強的地方尋找餌食。
單體的強度不高，但是只要有一隻大兔殘留，就能以不可思議的速度分裂增殖。總是以驚人的數量共同行動。
第四章中，在昴與碧翠絲結定契約的聯手下，順利被消滅。
在讀者問答Q&A中，是否對菜月昴的死法恐怖度多高？作者回答：目前大兔對菜月昴的死法為排行榜中的第一名。
黑蛇
由『暴食魔女』達芙妮所創造出的三大魔獸之一，真身不明的魔獸。
攜帶疾病的魔獸，只要觸碰到黑蛇就會七孔流出黑血枯竭而死。被黑蛇盤據過的土地會化為只有魔獸才能生存的土地。
唯一無法被魔女教控制的三大魔獸，真正意義上的天災。
目前行蹤不明，疑似被幼年艾蜜莉亞冰封在艾利歐爾大森林內部。
『色慾魔女』卡蜜拉（Carmilla，聲：石見舞菜香）
名字取自主小行星帶小行星「Camilla」，來源是羅馬神話中沃爾斯奇人的女王卡密拉。
外型與「色慾」這稱號相反，是一名平胸、四肢瘦弱、長相平凡的魔女，實際年齡為16歲，身高為158公分。沒有自信且經常緊張害怕，但會清楚地徹底堅持自己的主張。
原為普通的村姑，但因權能而使一個又一個的國家與領地遭到毀滅。權能為「無貌的新娘」，能夠變成他人心中理想中的對象，最後會使人忘記呼吸，甚至使心臟忘記跳動。曾在昴誤闖入第二個試煉中，在艾姬多娜的指使下拯救精神崩壞的昴甦醒。
在讀者問答Q&A中，讀者提問第四章結束時除了「嫉妒魔女」之外的魔女對菜月昴的好感度多高？作者回答：「色慾魔女」卡蜜拉對菜月昴的想法是算是認識的人。
在讀者問答Q&A中，讀者提問假如大罪魔女和大罪司教戰鬥，結果如何？作者回答：假如『色慾魔女』卡蜜拉對上『色慾』司教卡培拉，最後結果是『色慾魔女』險勝。
動畫第二季上半部結束後，在『為你最喜歡的大罪魔女投票』活動中，人氣獲得第三名2971票，同時也是被作者投入票選之一。
『怠惰魔女』賽赫麥特（Sekhmet，聲：中原麻衣）
名字取自圍繞太陽公轉的小行星「Sekhmet」，來源是埃及神話中的戰爭女神塞赫麥特（在上埃及是醫療女神）。
外型是一頭濃密的紫紅色長髮，身穿黑色法衣，皮膚和嘴唇像病人那樣蒼白，散發慵懶氛圍的美貌少女，身高為170公分。在愛蜜莉雅挑戰「試煉」時代替艾姬多娜擔任最終試煉的裁判(Web版)。
為某個權貴家族為了讓「神之始祖」誕生，使用禁忌密術而誕生的少女。權能內容不明，已知她在大罪魔女中年紀最長。艾姬多娜說她曾追逐「神龍」波爾肯尼卡到大瀑布的彼端並讓牠吃足苦頭，也是唯一能和「嫉妒」抗衡的魔女，戰鬥力在魔女中，除了「嫉妒」之外的其他五個大罪魔女加起來也比不上「怠惰」魔女。
在讀者問答Q&A中，讀者提問第四章結束時除了「嫉妒魔女」之外的魔女對菜月昴的好感度多高？作者回答：「怠惰魔女」賽赫麥特對菜月昴的想法是算是認識的人。
在讀者問答Q&A中，讀者提問假如大罪魔女和大罪司教戰鬥，結果如何？作者回答：假如『怠惰魔女』賽赫麥特對上『怠惰』司教貝特魯吉烏斯，最後結果是『怠惰魔女』的壓倒性勝利。
動畫第二季上半部結束後，在『為你最喜歡的大罪魔女投票』活動中，人氣獲得第六名2624票。
『虛飾魔女』潘朵拉（Pandora，聲：釘宮理惠）
名字取自小行星「Pandora」，來源是希臘神話講述的地上第一個女人潘多拉。
外型是一名頭髮為白金色，裝束為白色，美麗但神情冷峻的少女，身高為155公分，誕生日為5月3日。
百年前率領「強欲」司教雷格魯斯等魔女教激進派並引導不受控制的魔獸「黑蛇」襲擊妖精部落，意圖逼迫愛蜜莉雅解開「封印」，其結果是誘導裘斯誤殺了愛蜜莉雅的養母福爾圖娜，導致愛蜜莉雅魔力暴走，裘斯精神崩潰並被其帶走洗腦成怠惰司教貝特魯吉烏斯·羅曼尼康帝。在愛蜜莉雅把自己連同艾力歐爾大森林完全冰封前，把她對自己的記憶抹去。
在十五年前出現在『前代劍聖』特蕾西亞面前，後續情況未知。
是本作故事發生前的諸多悲劇事件的罪魁禍首，魔女教的诸多司教会圍繞她的意志行動。
權能：現實改寫(名稱不明，暫稱)
讓現實與自己所想的一致（限制條件與弱點不明）。
『憂鬱魔人』赫克特（Hector，聲：諏訪部順一）
名字取自特洛伊小行星之一的「Hektor」，來源是特洛伊戰爭的傳奇英雄赫克特。
大罪魔女中唯一的男性，外型是慵懶有著暗淡茶褐色短髮的中年人，無時無刻都顯得憂鬱並為之厭煩，身高為185公分。
在400年前為了襲擊艾姬多娜而來到「聖域」，導致羅茲瓦爾重傷瀕死，琉茲獻身成為動力源而張開抵擋他的「結界」。
權能：不可視之重力
能自由操控重力，將一切魔法和生物碾碎。

## 三英傑
『初代劍聖』雷德·阿斯特雷亞（Reid Astrea）
傳說中封印嫉妒魔女的三英傑之一。初代劍聖，肖像被刻在王國的金幣上。
夏烏拉形容他就是個揮棒子的。個性也與王國傳說中的完全相反，惡劣程度事實上已經算是人渣的等級。擁有無論與誰交手都像是在倚強欺弱那樣的不凡實力，是個怎麼打都打不死的傢伙，並認為與其他死（劍聖畢竟也只是人，只要是人就有壽命）不如那隻龍去死比較好。
外型是年約20餘歲、左眼用眼帶遮住，右眼是藍色眼眸、赤紅頭髮、高挑精壯的青年。個性和實力一如夏烏拉所言，但似乎還是個喜歡揉女性胸部的性騷擾慣犯。
在第六章中，具現化的記憶在大圖書館普勒阿得斯第二層進入資格試驗中擔任主考官，自稱「揮棒子的」，武器是一雙筷子，但雷德可以用它直接使出劍擊。與「暴食」司教羅伊交戰秒殺對方，但雷德主動讓羅伊吃掉記憶，然後將羅伊身體奪舍，以獲得自由，復活後從羅伊記憶得知昴擁有「死亡回歸」。與由里烏斯決戰，由於雷德的攻擊破壞了塔，破壞了試煉規則，觸發了夏烏拉的機制使其化為巨大蝎子進行殺戮，與由里烏斯使出最後一擊時因作為容器的羅伊無法再承受雷德的力量，最終消逝，其在消逝前承認了由里烏斯。
『神龍』波爾肯尼卡（Volcanica）
傳說中封印嫉妒魔女的三英傑之一，身高超過15米，肖像被刻在王國的聖金幣上。
400年前與露格尼卡王族「最後的獅子王」締結盟約，並授予露格尼卡王族「龍歷石」、「龍之血」等秘寶。在露格尼卡流傳的童話中被記述為「在大瀑布的對岸守望這個國家的安寧，直到與王族之間的約定過期為止」。
艾姬多娜表示自己是因為牠的限制而被留在世上準備面對可能破封而出的「嫉妒」魔女。當時雖然「怠惰」魔女賽赫麥特才應該是牠的首選，但牠不是賽赫麥特的對手。
曾與「嫉妒」魔女莎緹拉關係很好，視其如同孩子，若莎緹拉受傷的話牠會被眾人（指雷德、富魯蓋爾、法爾塞路）責罵。對莎緹拉淪為「嫉妒」魔女感到悲痛哀傷，懊悔自己因對莎緹拉的情誼而猶豫，最終「嫉妒」魔女毁滅了一半世界。
夏烏拉形容牠講話尖酸刻薄，並被認為與其雷德死亡不如牠去死比較好。
頸下有一塊白色的鱗片，實際上是以前的傷口，但那個傷口與逆鱗一樣，若被觸碰到會使波爾肯尼卡發惡。
在第六章中，在大圖書館普勒阿得斯第一層進入資格試驗中擔任主考官，但因不明原因處於靈魂空虛（只能進行最低限度對話）。愛蜜莉雅開始最終試煉後雙方交戰，錯認愛蜜莉雅為莎緹拉，隨後記起「嫉妒」魔女的事後悲痛哀傷，變得認真地攻擊愛蜜莉雅，途中因看見帕特拉修而分心，讓愛蜜莉雅成功完成最終試練。最後波爾肯尼卡回復靈魂空虛，承認愛蜜莉雅作為大圖書館普勒阿得斯新管理者會，聽從愛蜜莉雅的話。「嫉妒」魔女黑影來襲之際，使用吐息吹飛黑影，拯救了大圖書館普勒阿得斯內眾人。
『大賢人』富魯蓋爾（Flugel）
名字取自德文「Flügel」的音譯，意指「翅膀」。
封印嫉妒魔女的關鍵人物之一，以富魯蓋爾大樹的種植者及初代賢者之名廣為人知，肖像其實被刻在王國的銀幣上。
據修斯和雷格魯斯所言，是上一代權能「不可視之手」的使用者，被修斯尊稱為富魯蓋爾大人，似乎與修斯乃至魔女教有所關連。
夏烏拉稱其為「師傅」，身上和昴一樣有魔女的殘香。另外從進入大圖書館的試驗內容推斷，富魯蓋爾具備有昴原先所處世界的知識，甚至可能來自同一個地方。昴在過程中則屢次懷疑富魯蓋爾應該是個個性極其惡劣的傢伙。
『賢者』夏烏拉（Shaula，聲：菲魯茲·藍）
名字取自天蝎座主星之一「Shaula」，語源為阿拉伯語的「針」，傳說中封印嫉妒魔女的三英傑之一，身高為170公分，肖像被訛傳刻在王國的銀幣上。
並不是真正的「賢者」，只是接受守護監視塔並消滅任何接近對象的任務，稱富魯蓋爾為「師傅」的謎樣人物。外型是綁著馬尾、身材火辣的妙齡少女，由富魯蓋爾創造出來，真身是巨大黑色蝎子。個性天真爛漫，具有不尋常的怪力和壓倒性的魔法修為。在有人進入監視塔後，任務自動轉變成來者參加進入大圖書館試煉的裁判，並且確保在來者通關前不會有任何人離開大圖書館。一旦有人破壞試煉規則，將會化回蝎子型態並殺戮模式全開。
和初代劍聖和神龍是舊識，但從前似乎被雷德欺負（騷擾）的很慘，有不小的心理創傷，第二層進入試煉時見到出現的是雷德還被嚇到失神過去。
在第六章中，聯同梅莉迎戰兩位「暴食」司教帶來的魔獸群。因雷德破壞了塔，破壞了試煉規則，化身巨大蝎子與昴、碧翠斯、梅莉戰鬥，最後被由里烏斯和梅莉壓制。最終因愛蜜莉雅通過最終試練，使命已盡而消逝，消逝前在精神世界與昴道別，訴說最後的愛意。消逝後的灰燼中誕生了一隻小蝎子，但據梅莉所說那隻蝎子已經不存在夏烏拉的靈魂。

## 暗殺組織
『獵腸者』艾爾莎·葛蘭希爾特（Elsa Granhiert，聲：能登麻美子）
年齡23歲，身高168公分，誕生日為4月29日。
名字取自位於小行星带的S-型小行星之一「Elsa」，名源為羅恩格林歌劇中的角色。
外型是美貌冷豔，身材豐滿，身著黑色服飾的年輕女性，但喜好作較實際年齡成熟的打扮。實際上為王國中危險人物榜上有名的暗殺者，慣用武器是北方國家特有的彎刀。因為有「為了欣賞目標的腸子而割開目標腹部」的殺人癖好，所以也有「獵腸者」的稱號。擁有吸血鬼體質，只要頭部還在，即使身體被貫穿甚至停止心跳，都可以再次復活。
羅茲瓦爾的僱傭者，分別在第一章和第四章，依照委託暗殺昴、愛蜜莉雅、碧翠絲。實際上艾爾莎對羅茲瓦爾的委託行動感到厭惡。
唯一和梅莉的關係最好，並收留梅莉為乾妹妹，一旦梅莉遇到危險就會挺身保護。
第一章中，受雇於羅茲瓦爾而委託菲魯特偷竊愛蜜莉雅的王選徽章，與帕克及萊因哈魯特戰鬥時展現非凡的戰鬥能力，最終戰鬥時消耗過大，本來想與愛蜜莉雅同歸於盡，但被昴阻止，而不得已撤退。
第四章中，又受雇於羅茲瓦爾與「魔獸使」梅莉襲擊羅茲瓦爾宅邸，與趕來的加菲爾大戰後被擊敗而瀕死，後帶着瀕死狀態仍堅持追殺試圖迎救碧翠絲的昴，最後捲入宅邸爆炸導致全身被燒毀而死亡。
第五章中，作為亡靈時刻嘲諷失去鬥志的加菲爾，後來在加菲不再迷惘後消失。
『魔獸使』梅莉·波特魯特（Meili Portroute，聲：鈴木繪理）
Web版的外型是茶色頭髮，小說及動漫裡為藍色頭髮，年齡為13歲（第二至四章）→14歲（第五章後），身高為145公分。
年少時被殺手組織仲介人「母親」（亦即大罪司教「色慾」）撿到並教育，曾因做錯事而被「母親」分裂成無數青蛙，對「母親」非常畏懼。
沒有被教予正常倫理觀，一直視艾爾莎為學習榜樣，跟隨其腳步，因此艾爾莎死後感到迷惘，不知要如何去做決定好。
擁有「魔操的加護」，能自由指揮魔獸行動。
第二章中，偽裝成阿拉姆村居民並引發魔獸事件的魔獸使，操縱的魔獸為犬型的烏魯嘎魯姆，與艾爾莎·葛蘭西爾特應為相同地下組織之成員。
第四章中，參與艾爾莎襲擊羅茲瓦爾宅的行動，不過僱傭者不是羅茲瓦爾。失敗後被關在羅茲瓦爾宅的地牢，但她表示不敢回去，否則會被名為「母親」的仲介人（亦即大罪司教「色慾」）處理掉。
第六章中，被迫協助昴等一行人前往監視塔，途中與昴失散，最後在監視塔會合，和夏烏拉很投緣。被附身在昴的「暴食」司教路伊煽動，想殺死昴但沒有成功，後來與昴和解並承諾成為同伴。在「暴食」司教進攻監視塔之時，與夏烏拉迎戰兩位「暴食」司教帶來的魔獸群，後來夏烏拉化身殺戮機器後，與昴、碧翠斯迎戰化身殺戮機器的夏烏拉，最後成功壓制夏烏拉。

## 露格尼卡王國

### 王族
法塞魯·露格尼卡（Farsale Lugnica）
400年前與『神龍』波爾肯尼卡締結盟約的國王。締結盟約後將國家的象徵由「獅子」換成了「龍」，被稱為最後的獅子王。而原本的家徵則讓渡給當時的一位重臣，也就是現今的卡爾斯騰家。

### 賢人會
麥克羅托夫·馬克馬洪（Miklotov McMahon，聲：清川元夢）
露格尼卡王國賢人會的代表、是個老人留著長長的白鬍子。年輕時頭髮是棕色的，面相文雅。亞人戰爭前已為宰相。40年來連續協助兩位國王並功不可沒，因而德高望重。
波爾多·謝爾葛夫（Bordeaux Zellgef，聲：齊藤次郎）
賢人會的一人、禿頭的老人。亞人排斥派。

### 近衛騎士團
馬克仕·吉爾達庫（Marcos Gildark，聲：稻田徹）
近衛騎士團團長。
海因格·阿斯特雷亞（Heinkel Astrea，聲：津田健次郎）
年齡為39歲，身高為185公分，誕生日為5月17日。『劍聖』家系阿斯特雷亞家族成員，威爾海姆與特蕾西亞之子，當代『劍聖』萊因哈魯特之父，現任王國近衛騎士團副團長此一名譽職。
雖為『劍聖』家系成員，但能力及名氣遠不及其父母與子。本性不壞，但因妻子患有無解之症與母親特蕾西亞的死，而變得扭曲。對自己的血親充滿惡意，品行十分惡劣。
第五章中，不請自來搗亂安娜塔西亞在水門都市召集的王選勢力集會，破壞了威爾海姆與萊因哈魯特即將和好的瞬間，令氣氛非常尷尬。魔女教來襲時為了自己活命，挾持菲魯特想限制住萊茵哈魯特的行動，使萊茵哈魯特無法及時趕回参加都市廳舍奪還戰，卻被奧托暗中攪局並被菲露特和萊茵哈魯特反制擊昏，由漢巴利羈押看守。都市奪還戰中，卻掙脫了束縛並擊昏漢巴利，闖入了其父母威爾海姆與特蕾西亞的戰場，對萊因哈魯特親手殺死母親而悲憤。

### 劍聖家系
『前代劍聖』特蕾西亞·范·阿斯特雷亞（Theresia van Astrea，聲：高橋未奈美、井上喜久子〈白鯨討伐戰時〉）
在萊因哈魯特之前擁有「劍聖」稱號的王國女性，「劍聖」家系出身。既是威爾海姆的妻子、海因格的母親與萊因哈魯特的祖母。也是帶領王國軍結束「亞人戰爭」的傳奇英雄人物。享年47歲，誕生日為6月12日。
舉止優雅高貴，個性溫柔仁慈，習慣穿一般農家洋裝，非常喜歡花卉。幼時作為「劍聖」家系成員卻十分懶惰，實際是因擁有「死神的加護」，知道被砍傷的對象在受加護者接近時傷口無法癒合，就算已經痊癒也會再裂開而討厭揮劍。
12歲時突然獲得「劍聖的加護」，為支援獨自拯救故鄉的威爾海姆初次揮劍斬敵一千多人，「劍聖」之名從此傳開，自此承擔「劍聖」的重任並正式參加「亞人戰爭」。威爾海姆因特蕾西亞隱瞞「劍聖」身分之事不滿對其發出挑戰，特蕾西亞在花田輕易擊敗了劍鬼，並認為「為了守護什麼而揮起劍」是個很好的理由而揮起劍來。威爾海姆則退出騎士團後消聲匿跡，「亞人戰爭」結束後的敘勳儀式上與突然出現的威爾海姆戰鬥並被打落手中的儀式之劍，遂卸下「劍聖」稱號，由威爾海姆繼承其揮劍的理由與之成親。
14年前王國討伐「白鯨」時擔任攻略中心角色，交戰中因故力戰身亡。此事讓威爾海姆、海因格及萊因哈魯特三人命運為之丕變，種下「劍聖」家系三代不合的心結。
第五章中在魔女教突襲水門都市時出現，但已經成為被操縱的屍兵。在都市奪回戰時打敗前來迎擊的威爾海姆，後與萊因哈魯特戰鬥並被打敗，在威爾海姆的懷中安然逝去。
貝爾托·阿斯特雷亞
特蕾西亞的父親。
媞舒雅·阿斯特雷亞
特蕾西亞的母親。
提姆茲·阿斯特雷亞（聲：石谷春贵）
弗萊巴爾·范·阿斯特雷亞（聲：水中雅章）
卡爾蘭·阿斯特雷亞（聲：內田修一）
卡吉雷斯·阿斯特雷亞（聲：竹田海渡）

### 謬茲商會
『歌姫』莉莉安娜·瑪斯柯瑞德（Liliana Masquerade，聲：山根綺）
名字取自一顆繞太陽運轉的小行星「Liliana」。
吟遊詩人，被稱為「歌姬」，身高為150公分。後定居於普利斯提拉，是普利斯提拉的精神象徵。
出生於詩人家庭。父（聲：濱田賢二）母（聲：水樹奈奈）和她都非常貧窮，以至於基本不管她。她一直夢想成為自由獨立的雲遊歌手。起初主要是母親擅於歌唱，她則相反唱不好。
十三歲的時候，無法接受大城市被大型劇團壟斷唱歌行業，吟遊詩人只能在村落唱歌的現實，和父母志向分歧，打算離家出走。她的父母並不在意她的出走，父親說那意味著他們可以省出更多的食物，母親說他們可以再生一個孩子。她出走後，幾乎熬不過來，終於在吃了不好的東西後生病了。她最終發現了在加護方面的天賦，開始進行表演，就在這時被持有繆斯商會的奇利塔卡迷上，離開繆斯商會後被奇力塔卡派遣的人追蹤。
首次登場於《Re:從零開始的異世界生活-短篇集1》，為21歲，在魔獸動亂後幾天經過梅札斯領的阿拉姆村。昴因愛蜜莉雅的好奇而與後者一同前往村莊，在莉莉安娜演完一曲後上前搭話，莉莉安娜看見愛蜜面露驚訝，稱其為「女神大人?!」 ，認為其長相可愛，頭髮也好、皮膚也好，對其稱讚不已，並且認出愛蜜半精靈的身份（當時愛蜜穿著有認知障礙的斗篷）。
性格熱情，由於其職業而對英雄史詩有很高的執念。因此崇拜在一年內立下許多功績的昴。
昴與愛蜜莉雅邀請莉莉安娜一同前往羅茲瓦爾宅邸，期間演唱了《劍鬼戀歌》這首名曲。在宅邸時，宅邸經常被奇利塔卡的流氓和白龍之麟的白衣人監視。將奇利塔卡抓住後，與昴被白衣人綁架，白衣人想利用其知道的歌曲用來解除「流星」。在即將被山洞裡的魔獸鋼猿擊中時被昴所救。向奇利塔卡提議僱傭白龍之麟作為保鏢。後與奇力塔卡離開宅邸。
第五章中，被確認擁有「傳心的加護」，能準確地把心裡所想傳達給別人，在水門都市奪還戰中被普莉希拉指名加入「憤怒」司教攻略組。利用「憤怒」司教的權能，以歌聲振奮人心，迫使「憤怒」司教中斷權能。
奇利塔卡·謬茲（Kiritaka Muse，聲：西山宏太朗）
名字取自一顆繞太陽運轉的小行星「Musa」，名源希臘神話中九位古老的文藝女神繆斯。
謬茲商會的會長，掌握了高純度魔礦石的礦源。跟安娜塔西亞是商業上的合作關係，同時擔任普利斯提拉的商會統率。自稱「奪走歌姬的心的男人」，對歌姬有不可思議的保護欲。旗下有名為「白龍之鱗」的傭兵團，兼任都市的防衛。
「十人眾」之一，知道「魔女遺骨」藏處的人，亦是水門都市一戰後唯一存活的「十人眾」。

### 貴族
李凱爾特·霍夫曼（Rickert Hoffman，聲：青山穰）
露格尼卡王國的文官。

### 國民
卡德蒙·里施（Kadomon，聲：三宅健太）
體格強壯、表情嚴厲，臉上帶有刀傷的武鬥派在街上經營水果店的商人。生日為11月6日。他作為一家之主努力工作著，有著一個美人妻子拉克沙（聲：山村響）和可愛的女兒普拉姆（聲：田中愛美）。
是昴穿越到異世界後遇到的第一個人，雖然一開始態度並不友好，但昴幫助了他迷路的女兒後，卡德蒙也為昴提供了重要的情報。
拉塞爾·費羅（Russell Fellow，聲：大川透）
露格尼卡王國王國王都商人組合代表者，年齡29歲，對外謙稱自己在王都商人組合中負責會計，實際上卻是在明暗兩面控制王都金流與物流的能人。在白鯨征討戰中佔有一席之地，和安娜塔西亞同為昴拉攏的商人。
康吾德·梅拉浩（Conwood Melahau，聲：梅津秀行）
前騎士，與威爾海姆是舊時戰友，曾參與前代劍聖討伐白鯨的戰役，並替特蕾西亞將龍劍「雷德」帶回王國。實力與練度與現役騎士團成員不相上下。
迪亞朵拉·雷根多拉（Diadora Regundora，聲：鳥越真綾）
聘可塔特富商的女兒，紫髮的美麗少女，年齡為19歲（短篇集8）。因被奧托揭發有8個男朋友而派殺手追殺他，是奧托無法回家的最大主因。

## 神聖佛拉基亞帝國

### 皇室
德萊森·佛拉基亚（Doraizen Vollachia）
前第76任皇帝，文森、普莉希拉、拉米亞、巴爾特洛伊、隆美爾的父親，EX5登場
文森·亚伯克斯／文森·佛拉基亚（Vincent Abellux／Vincent Vollachia）
第77任皇帝，EX4首次登場，年齡為26歲（EX4）→27歲（第五章後），誕生日為12月23日。於第五章的時間點被赶下台，被赶下台后使用本名文森·亚伯克斯。菜月昴被影之手从沙丘转移到神聖佛拉基亞帝國后见到的第一个陌生人。意欲夺回自己皇帝之位，希望菜月昴帮助他。
極為自傲，宣稱自己的自信及從容源自靈魂。但並不像普莉希拉自認是宇宙的中心，也沒有自戀到想把整個世界、伸手可及的範圍全都納入支配，只是掌握自己的見識所及範圍而已。他是現實主義者，厭惡英雄幻想。並且很冷酷，對人民毫無憐憫和仁慈，但具有十分出色的領導能力，證明是他被一些人愛戴而被大多數人恐懼。即便是受了致命傷，肉眼可見地精疲力竭時，人們也會向他卑躬屈膝，不敢露出一點憐憫或其他負面情緒，對士兵缺乏同情心，因為在佛拉基亞一切人和事物都屬於皇帝，他會毫無顧忌地指令一個護衛自刎。然而他也有溫情的一面，在「選帝之儀」中讓心愛的妹妹普莉希拉偽裝死亡逃到國外，儘管明知若此事被揭發很可能會令他失去帝位。最重要的優點之一是理性，即使是極短時間內做出的決定，通常結果也是有利於他的，無論本來機會有多渺茫。
作為佛拉基亞皇族，經常面對刺殺，因此養成眨眼從來不會兩眼一起閉上的習慣，並有多次穿女裝以隱藏身份的經歷，在小說10周年讀者問答Q&A中，作者表示一週是月月火水木金金（象徵著沒有周末）。睡眠時間只有4小時。品味著冷著的食物，揭見文武官，隱名埋姓在各地來回。作者也覺得他工作過頭了。
拉米亞·葛德溫（Lamia Godwin）
帝國皇族，web中年齡為14歲，文庫則為16歲，文森、巴爾特洛伊同父異母的妹妹，普莉希拉同父異母的姐姐
巴爾特洛伊·菲茨（Barthroy Fitts）
帝國皇族，年齡為27歲，文森、普莉希拉、拉米亞同父異母的兄長，隆美爾同父異母的弟弟
在信仰實力至上並且互相爭奪的帝國中仍然有着溫柔善良的為人，並且心思細密。有一次參與父親生日的遊園會與拉米亞交談時因她認為兄弟姊妹互相殘殺是很悲傷的事情而決定說服其他兄弟姊妹不參加『選帝之儀』，雖然只成功說服九個兄弟姊妹但因自己成功拯救九個本應死亡的生命而認為所做的一切是有意義的。其實一直被拉米亞利用自己的善良來減少競爭對手，最後被她用毒酒毒死。
然而實質上他早已察覺拉米亞在利用自己，為保護九個兄弟姊妹和自己的領民而與文森進行交易，為不被拉米亞發現而假扮在不知情的情況下被她毒死，死後得到文森的稱讚
隆美爾（Rommel）
帝國皇族，年齡為33歲以上，文森、普莉希拉、拉米亞、巴爾特洛伊同父異母的兄長。
帕拉第奧·馬內斯庫（Paradio Manesuku）
帝國皇族，魔眼族。普莉希拉同父異母的兄長。

## 其他人物
『荒地的合辛』亞力克·合辛（Alec Hoshin，聲：森川智之（異世界四重奏 劇場版））
卡拉拉基都市國家的建國者。在強欲魔女的幫助之下，他得以將眾多的小國和城邦納入他的麾下，從而建立了名為卡拉拉基的超級大國，並且普及了與日本極為相似的文化，被後世的人們奉為『商業之神』。被昴認為是跟他一樣被召喚來的日本人
莉希亞·霆傑爾（聲：遠藤綾）
加菲爾·汀澤爾與法蘭黛莉卡·鮑曼的生母。首次登場於單行本第13卷的回憶中。
父母由於債務的原因，自幼被賣給奴隸販子。在販子回程路上遭到亞人盜賊團的襲擊，被盜賊團帶走。期間被無名的獸人男子侵犯，並懷上了法蘭黛莉卡，但在盜賊得知莉希亞懷孕後馬上將其丟棄。其後再次被別的盜賊團捕獲，並於該處度過了很長的時間，中途懷有加菲爾，後帶著懷孕之身與女兒流浪。不久後到達聖域，在羅茲瓦爾的庇護下，獲得了食衣住的保障，生活安定下來。
某日為尋找加菲爾的父親而離開聖域，但在離開之際遭遇了山崩事故。於當年的山崩事故中失去了記憶，並未死亡。跌落後被路過的賈雷克·湯普生（聲：山本兼平）發現，並細心照料，但由於莉希亞喪失了記憶，而未能再次返回聖域尋找姐弟兩人。為能知其原本的名字，所以取身上存有的少許線索，取了莉亞拉之名。其後與賈雷克結為夫妻，並育有一子一女，女兒名為拉菲爾·湯普生（聲：佳原萌枝），兒子名為弗雷德·湯普生（聲：本村玲奈）。兩人的名字中都含有過去孩子的影子。
第五章中由於水門都市中，加菲爾幫助了迷路的弗雷德尋路，並與母親再次相遇，由於加菲爾看見其現在幸福的面貌，而未與母親相認，後續由賈雷克告知了加菲爾莉希亞的經歷。
自身與加菲爾相遇後有想起一些記憶，但未告知加菲爾。
庫爾剛（Kurgan，聲：黑田崇矢）
生來就有八隻手，是亞人種多腕族的英雄。跟隨迴避這世界普遍存在對亞人的歧視而流浪的族人移居到南方佛拉基亞帝國境內，年輕時因反抗移居地領主的驅逐嶄露頭角，爾後被領主收為私軍，在能力至上的佛拉基亞帝國屢立戰功。以強悍粗壯的肉體與千錘百鍊的戰技久居該國將軍之位，稱號「八隻手」的帝國傳奇人物，在大罪司教「強欲」攻城戰中戰死。
第五章中在魔女教突襲水門都市時出現，但已經成為被操縱的屍兵。在都市奪回戰時和加菲爾對陣，經過慘烈交鋒後被打敗，給予加菲爾肯定後化為塵土逝去。
『一百八十四號』希爾菲（聲：古賀葵）
強欲司教雷古勒斯·柯爾尼亞斯的第一百八十四號的妻子，髮型和愛蜜莉雅相似，穿一襲長裙。
在第五章中，愛蜜莉雅試著問希爾菲阻止雷古勒斯並救下所有人的辦法，她回答說沒有這種辦法，甚至試圖打算自殺但愛蜜莉雅阻止。隨後雷古勒斯的妻子們包括希爾菲在內全都被愛蜜莉雅的魔法冰封住，成為無法使用強欲權能的關鍵行動。在雷古勒斯成功被擊敗後，愛蜜莉雅釋放了包括她在內的所有雷古勒斯的妻子。
史芬克絲（Sphinx）
亞人戰爭中亞人陣營的三大將之一，會使用操縱屍體的呪術。嗜殺成性，在大戰中不分敵我都能面不改色地殺戮，造成雙方大量死傷的最惡存在。也因此成為王國史上除了莎緹拉之外，唯一以「魔女」之名遺世的人。
名字取自主帶小行星的小行星之一「Sphinx」，名源為希臘神話中的人面獅身怪獸斯芬克斯。
達茲（Darts，聲：飛田展男）
住在水門都市「普利斯提拉」裡的復元術師，能把被破壞的物品以特化過的陽魔法復元。

## 備註
1. ↑  昴
2. ↑  昴自己命名的
3. ↑  Web版裡是羅茲瓦爾
4. ↑  另譯：艾米莉婭
5. ↑  冰雪結界『アイスブランドアーツ、アイシクルライン』，受愛蜜莉雅的冰系魔法完全支配的限定空間，威力奇大但可惜初戰對手就是初代劍聖而未竟全功。
6. ↑  也可能由於拉姆的回憶主要是由雷姆以及羅茲瓦爾組成，在失去對雷姆的記憶之後，對羅茲瓦爾的好感大幅提升至瘋狂所導致。
7. ↑  應該是這一代的羅茲瓦爾才有的加護。
8. ↑  本人一概否認相關指控。
9. ↑  除此之外，其他關於「死亡回歸」的情報與細節他一概不知道。
10. ↑  台灣ANIMAX譯為弗雷德莉卡·鮑爾曼
11. ↑  ANIMAX譯為奧特·思文，木棉花代理譯為奧托·蘇文
12. ↑  台灣ANIMAX譯為嘉飛爾·霆傑爾
13. ↑  名字取自小行星Diana，名源羅馬神話的月神
14. ↑  web版譯為琉茲·梅爾
15. ↑  木棉花代理第二季第7集至第14集譯為琉茲·西瑪，後第二季第16集後譯為琉茲·席瑪
16. ↑  琉茲Ω應該是唯一的例外
17. ↑  非「風的加護」
18. ↑  被羅姆爺撿到的日子
19. ↑  據說是因為他的「門」有可能天生就關不緊，致使魔力無法儲存
20. ↑  由劍神授予『劍聖』家系血脈相傳的特殊加護，只有具備此加護者能拔出龍劍「雷德」（Reid）斬殺無法斬殺之物、並將自身用劍才能發揮至極限。
21. ↑  第六章中，拉姆提到世界各國與萊因哈魯特同等級的強者分別是：神聖佛拉基亞帝國的將領『青色雷光』塞西爾斯·賽格蒙特、古斯提科聖王國的『狂皇子』和卡拉拉基都市国家的『禮賛者』赫魯貝爾。
22. ↑  忠甸商會的上層組織
23. ↑  據說是她的「門」天生就打不開
24. ↑  木棉花代理譯第一季為由里烏斯·尤克歷烏斯，新編輯版為朱利斯·尤克歷烏斯
25. ↑  排除副團長這榮譽職
26. ↑  外傳 劍鬼戰歌
27. ↑  雷格魯斯見到時曾說這是他「曾經擁有過」，而修斯「不配擁有的東西」。修斯在強行融合前也表示這是被人託付而保管的東西，並且說出「原諒我吧，富魯蓋爾大人」。
28. ↑  ANIMAX譯為『貪婪』雷古勒斯·柯爾尼亞斯
29. ↑  讀者問答 Q&A
30. ↑  另一為菲魯特
31. ↑  外傳 劍鬼戰歌
32. ↑  木棉花代理譯為堤豐
33. ↑  木棉花代理譯為彌涅耳瓦
34. ↑  日語原文是，是雷德在王國傳說中也有記載的外號。由里烏斯說那是因為對初代劍聖而言，他用什麼當武器都稱手。
35. ↑  另有一說是「抬起的尾巴」
36. ↑  原先不想被迫成為「劍聖」而隱瞞，但遭上一任劍聖逼迫與自己的兄長對戰而被揭發。
37. ↑  即使是多腕族，有八隻手也相當罕見。